# Vesuv
Vesuv (italsky Monte Vesuvio, anglicky Mount Vesuvius) je aktivní sopka na Apeninském poloostrově v italské Kampánii. Vypíná se do výšky 1 281 metrů nad Neapolským zálivem, přibližně 10 kilometrů východně od třetího nejlidnatějšího města Itálie – Neapole.
Současný Vesuv se skládá z aktivního mladého sopečného kuželu, nazývaný jako Grand Cono (1 281 m). Severně od něj se nachází Monte Somma (1 149 m), skalní hřeben ve tvaru oblouku. Ten je pozůstatkem dávné sopky Somma, zaniklé mohutnou erupcí před 22 tisíci lety. Vesuv je tzv. stratovulkán, tudíž ho tvoří střídavě ukládané vrstvy pyroklastik a lávových proudů. Jeho erupce mohou být různého typu a mohou mít různou intenzitu. Nejčastěji u něj dochází k erupcím strombolského nebo vulkánského typu a charakteristické jsou rovněž velmi ničivé erupce pliniovského typu. K těm dochází jednou za několik tisíc let. Zároveň je od sebe mohou dělit období klidu, dlouhá stovky či více než tisíc let. Mezi nejznámější pliniovskou erupci Vesuvu patří ta z roku 79. Zabila několik tisíc lidí a zničila řadu římských měst, mezi něž patří například Pompeje a Herculaneum. Nutno dodat, že v dávnější minulosti se odehrály ještě mohutnější erupce.
Poslední sopečná činnost skončila 29. března 1944. Jedná se tedy o jediný vulkán na území kontinentální Evropy, u kterého v posledních sto letech došlo k erupci. Ačkoliv je od té doby nečinný (spící), jedná se stále o aktivní sopku. Kvůli silně zalidněnému okolí je Vesuv jedním z nejnebezpečnějších vulkánů světa. Zhruba 700 tisíc lidí žije v červené zóně. V okruhu 30 km dokonce až 3 miliony obyvatel.

## Etymologie
Jméno Vesuv používali autoři jak pozdní římské republiky, tak i rané římské říše. Jeho variantami byly taktéž: Vesuvius, Vesevius, Vesaevus, Vesevus, Vesbius a Vesvius. Spisovatelé ve starověké řečtině používali Οὐεσούιον nebo Οὐεσούιος. Slovo je pravděpodobně indoevropského původu.
Název pro Vesuv by mohl pocházet ze sanskrtu, kde slovo vasu znamená oheň. Další možností je původ v latinském slově vescia, tedy jiskra. Pro pojmenování vulkánu mohlo posloužit i jméno pelasgovského kapitána Vesbio, který ve své době dominoval přilehlým vodám. Podle lidové tradice z konce 17. století je Vesuv odvozen z latinského Vae suis (Běda mu), neboť většina známých erupcí způsobila řadu neštěstí. Původ může být i ve slovech ves (srdce) nebo fest (dým nebo kouř).

## Popis

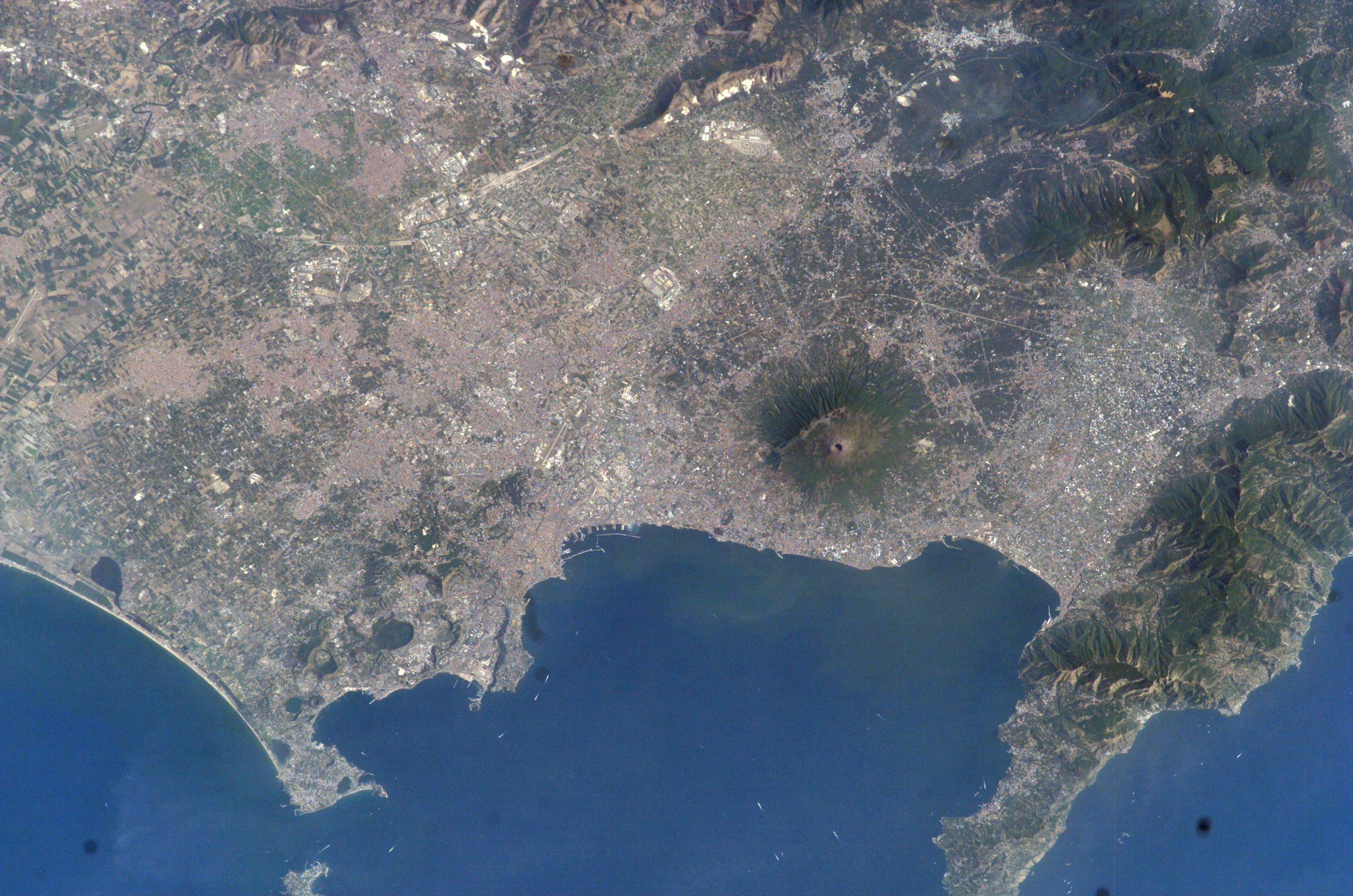
Neapolský záliv z vesmíru.

### Lokalita
Vulkán se nachází na Apeninském poloostrově v Kampánii, přímo u Neapolského zálivu (Tyrhénské moře). Město Neapol leží asi 10 km severozápadním směrem. K 1. lednu 2024 v něm žilo 911 697 obyvatel, zatímco v metropolitní oblasti bylo evidováno 2 967 736 obyvatel. Vesuv je jedinou aktivní sopku v kontinentální Evropě, která za posledních sto let vybuchla. Další dvě se v Itálii nacházejí na ostrovech: Etna (Sicílie) a Stromboli (Liparské ostrovy).

### Fauna a flóra

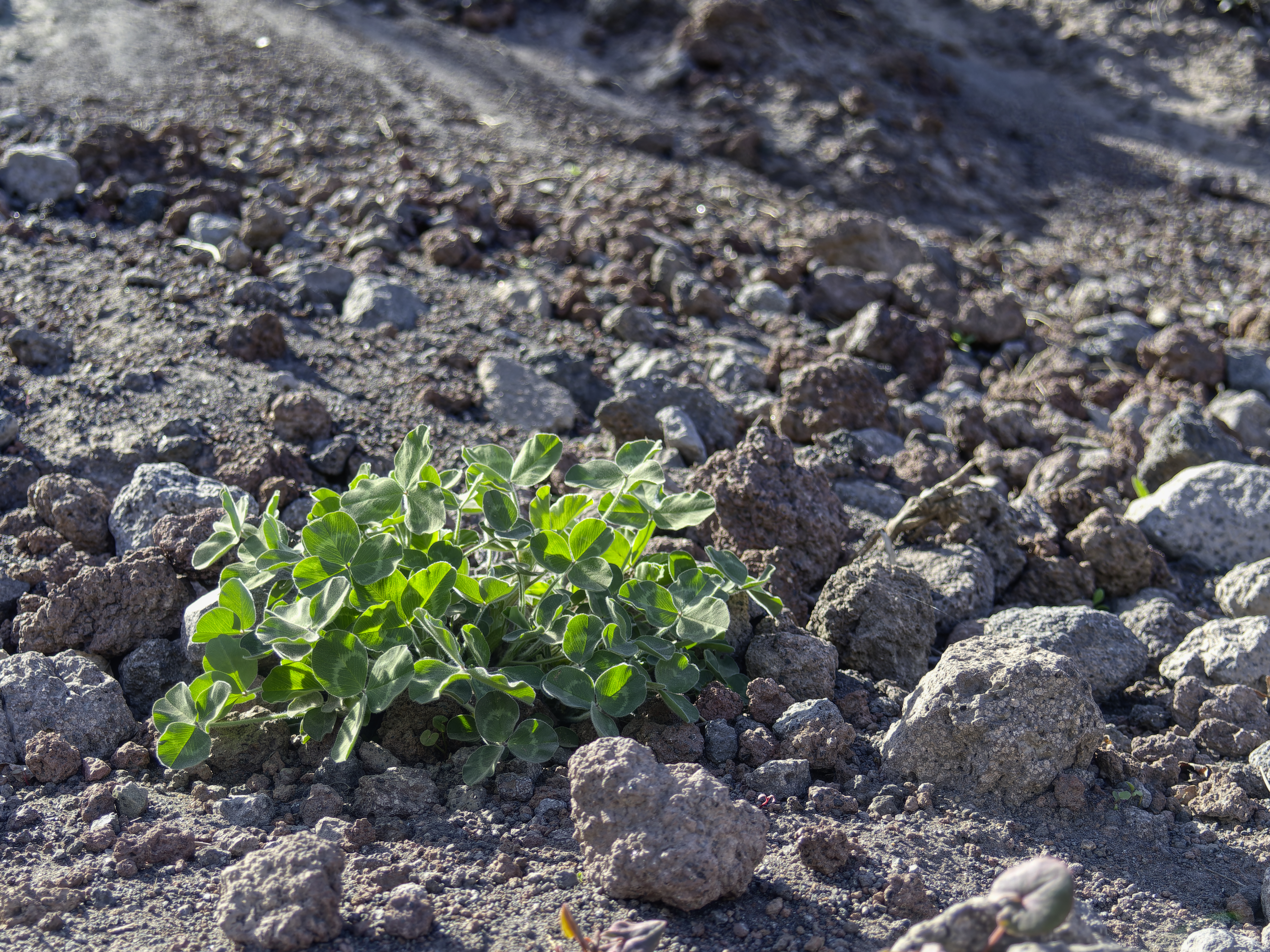
Jedna z prvních rostlin, osidlující holý povrch u Vesuvu.

Svahy sopečného kuželu jsou protkány utuhnutými lávovými proudy různého stáří. Jeho vrchol je holý, kdežto nižší partie pokrývá typická středomořská vegetace, složenou z umělých borových a dubových lesů. Obecně je více slunný a sušší, zatímco vedlejší hora Monte Somma si drží více vlhkosti. Vlivem toho se její stromová vegetace více blíží té ve vnitrozemí Apeninského poloostrova. Vyskytuje se na ní kaštan, dub, olše, javor, dub cesmínovitý a pro Středomoří velice netypická bříza. Dále lze nalézt smil, kručinku barvířskou, kručinku etenskou a 23 druhů orchidejí. Na úpatí Vesuvu se díky půdě, zúrodněné sopečným popelem a tufem s vysokým obsahem draslíku, velice dobře daří vinařskému a ovocnářskému zemědělství. Tato skutečnost je důvodem, proč lidé osídlují úpatí vulkánů, navzdory zjevným rizikům.
Poměrně rychlá kolonizace starých lávových proudů flórou vděčí lišejníku druhu Stereocaulon vesuvianum. Tento tzv. pionýrský druh se jako první uchytí na holém a nehostinném povrchu. Tím připravuje základní půdu pro méně náročné rostliny, přičemž postupem času podmínky začnou dovolovat růst složitější a pestřejší vegetace. Tento proces se odborně nazývá (primární) sukcese. Na Vesuvu bylo identifikováno celkem 906 zástupců flóry.
Z fauny se v okolí dají nalézt myši domácí, Plšík lískový, kuny skalní, zajíci, králíci divocí, lišky a na italské poměry i relativně vzácný plchové zahradní. Hnízdí tu více než 100 druhů ptáků, například káně lesní, poštolka obecná, dudek chocholatý, hrdlička východní, holub hřivnáč, strakapoud velký, skalník zpěvný, krkavec velký, sýkora uhelníček, krahujec obecný, čížek lesní), zimují zde sluka lesní, rehek domácí, krutihlav obecný, drozd zpěvný a během migrace tudy prolétají pěnice slavíková, pěnice vousatá, lejsek černohlavý, rehek zahradní, bělořit okrový, budníček lesní, žluva hajní, lelek lesní, včelojed lesní. Dále lokalitu obývají plazi, což zahrnuje užovky, ropuchy zelené, ještěrky dvoupruhé či gekony turecké a nesčetné množství hmyzu.

### Podnebí
V rámci Köppenovy klasifikace podnebí se přilehlé území klimaticky pohybuje mezi středomořským podnebím (Csa) a vlhkým subtropickým podnebí (Cfa), jelikož srážkové úhrny pouze dvou letních měsíců jsou menší než 40 mm. Podnebí zároveň vykazuje známky jak oceánského, tak kontinentálního charakteru, což je typické i pro celý Apeninský poloostrov. Zimy jsou zde mírné a léta teplá. Díky svému mírnému podnebí a rozmanité geografické poloze bylo okolí Neapole již v římských dobách oblíbeným letoviskem císařů. Taktéž je to jedno z nejslunnějších míst v Itálii.
| Mezinárodní letiště Neapol (14 km SZ od Vesuvu) – podnebí                                    | Mezinárodní letiště Neapol (14 km SZ od Vesuvu) – podnebí | Mezinárodní letiště Neapol (14 km SZ od Vesuvu) – podnebí | Mezinárodní letiště Neapol (14 km SZ od Vesuvu) – podnebí | Mezinárodní letiště Neapol (14 km SZ od Vesuvu) – podnebí | Mezinárodní letiště Neapol (14 km SZ od Vesuvu) – podnebí | Mezinárodní letiště Neapol (14 km SZ od Vesuvu) – podnebí | Mezinárodní letiště Neapol (14 km SZ od Vesuvu) – podnebí | Mezinárodní letiště Neapol (14 km SZ od Vesuvu) – podnebí | Mezinárodní letiště Neapol (14 km SZ od Vesuvu) – podnebí | Mezinárodní letiště Neapol (14 km SZ od Vesuvu) – podnebí | Mezinárodní letiště Neapol (14 km SZ od Vesuvu) – podnebí | Mezinárodní letiště Neapol (14 km SZ od Vesuvu) – podnebí | Mezinárodní letiště Neapol (14 km SZ od Vesuvu) – podnebí |
| Období                                                                                       | leden                                                     | únor                                                      | březen                                                    | duben                                                     | květen                                                    | červen                                                    | červenec                                                  | srpen                                                     | září                                                      | říjen                                                     | listopad                                                  | prosinec                                                  | rok                                                       |
| -------------------------------------------------------------------------------------------- | --------------------------------------------------------- | --------------------------------------------------------- | --------------------------------------------------------- | --------------------------------------------------------- | --------------------------------------------------------- | --------------------------------------------------------- | --------------------------------------------------------- | --------------------------------------------------------- | --------------------------------------------------------- | --------------------------------------------------------- | --------------------------------------------------------- | --------------------------------------------------------- | --------------------------------------------------------- |
| Nejvyšší teplota [°C]                                                                        | 21,5                                                      | 24,2                                                      | 27,8                                                      | 31,0                                                      | 34,8                                                      | 37,4                                                      | 39,0                                                      | 40,0                                                      | 37,2                                                      | 31,5                                                      | 29,4                                                      | 24,4                                                      | 40,0                                                      |
| Průměrné denní maximum [°C]                                                                  | 13,4                                                      | 13,9                                                      | 16,4                                                      | 19,4                                                      | 23,6                                                      | 27,7                                                      | 30,4                                                      | 31,0                                                      | 26,8                                                      | 23,0                                                      | 18,3                                                      | 14,3                                                      | 21,5                                                      |
| Průměrná teplota [°C]                                                                        | 9,1                                                       | 9,4                                                       | 11,9                                                      | 14,7                                                      | 19,0                                                      | 23,1                                                      | 25,6                                                      | 26,2                                                      | 22,2                                                      | 18,4                                                      | 13,9                                                      | 10,1                                                      | 17,0                                                      |
| Průměrné denní minimum [°C]                                                                  | 4,7                                                       | 4,9                                                       | 7,3                                                       | 10,0                                                      | 14,3                                                      | 18,4                                                      | 20,9                                                      | 21,4                                                      | 17,6                                                      | 13,8                                                      | 9,5                                                       | 5,9                                                       | 12,4                                                      |
| Nejnižší teplota [°C]                                                                        | −5,6                                                      | −3,8                                                      | −3,6                                                      | −1,0                                                      | 5,0                                                       | 7,8                                                       | 11,2                                                      | 11,4                                                      | 5,6                                                       | 2,6                                                       | −3,4                                                      | −4,6                                                      | −5,6                                                      |
| Průměrné srážky [mm]                                                                         | 92,1                                                      | 95,3                                                      | 77,9                                                      | 98,6                                                      | 59,0                                                      | 32,8                                                      | 28,5                                                      | 35,5                                                      | 88,9                                                      | 135,5                                                     | 152,1                                                     | 112,0                                                     | 1 008,2                                                   |
| Zdroj: Istituto Superiore per la Protezione e la Ricerca Ambientale a Servizio Meteorologico |                                                           |                                                           |                                                           |                                                           |                                                           |                                                           |                                                           |                                                           |                                                           |                                                           |                                                           |                                                           |                                                           |

## Geologický popis

### Původ vulkanismu
Italské vulkány leží na rozhraní dvou litosférických desek. Africká se z jihu pohybuje severovýchodním směrem (rychlostí 21,5 mm za rok) a podsouvá se pod eurasijskou. Druh tohoto střetu se nazývá subdukce a je příčinou zdejší sopečné a zemětřesné činnosti. Subdukující africká deska dále klesá a zhruba ve hloubce 65–130 km dochází vlivem vysokých teplot a tlaků k jejímu tavení, čímž se z ní uvolňují plyny a vodní pára. Vzniklé magma, obohacené těmito plyny poté díky své nižší hustotě stoupá k povrchu, kde tvoří a pohání řetězce sopek. V důsledku přítomnosti plynné složky se sopečná činnost často projevuje explozivními, někdy i velmi mohutnými erupcemi.

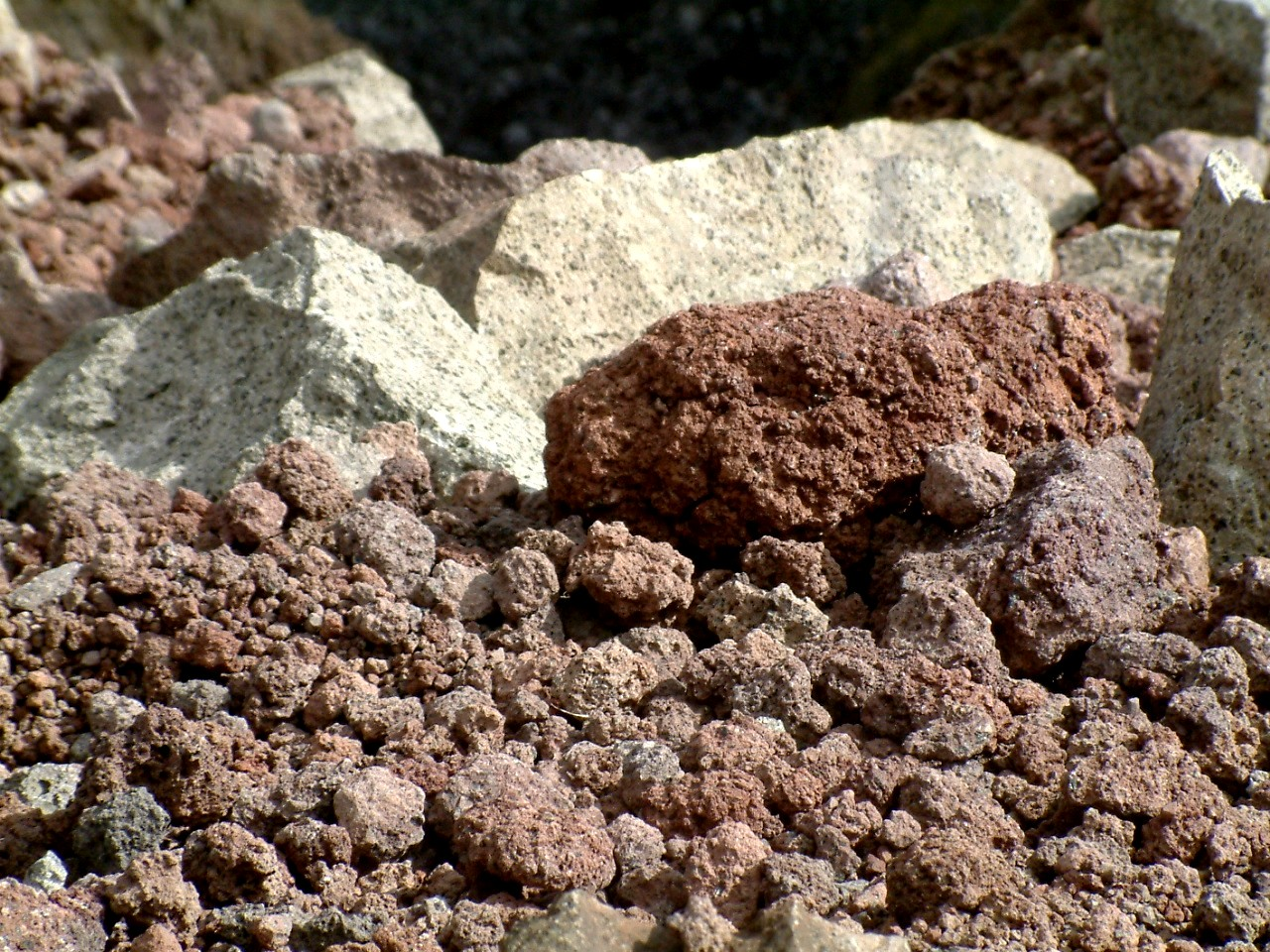
Sopečná struska Vesuvu.

Vesuv je stratovulkán. To znamená, že byl zformován střídavým ukládáním pyroklastik, pemzy a lávy. Tím vzniká strmá struktura ve tvaru kuželu, typická právě pro stratovulkány. Vesuv patří do Kampánského vulkanického oblouku, který se táhne podél Apeninského poloostrova až k hoře Monte Amiata na jihu Toskánka. Součástí oblouku jsou mimo jiné taky: Campi Flegrei, Monte Epomeo na ostrově Ischia či podmořské vulkány na jihu (např. Marsili).
Sopečná činnost se v místě Vesuvu projevuje nejméně 400 tisíc let.

### Petrologie
Lávy Vesuvu jsou rozmanitého složeních a pocházejí ze zásaditých magmat bohatých na oxid křemičitý a draslík. Vlivem přítomnosti oxidu křemičitého mají magmata vyšší viskozitu (tj. málo tekutá), což při silném nasycení sopečnými plyny vede k velmi explozivním erupcím. Těmi je vulkán vzhledem ke své minulosti dobře znám, ať už těmi slabšími (strombolský typ) či silnými (pliovský typ). Nicméně Vesuv byl producentem také 
efuzivních (výlevnych erupcí), kdy proudy lávy zničily v mnoho vesnic pod horou. Sopečnými produkty nejčastěji jsou: andezit, tefrit, znělec, latit či dokonce trachyt.

### Mineralogie
V okolí se vyskytuje až 230 minerálů, těmi nejrozšířenějšími jsou:
| - Afthitalit - Analcimit - Aragonit - Artroeit - Atacamit - Augit | - Avogadrit - Bassanit - Carobbiit - Covellin - Cotunnit - Cyanochroite | - Dolerofanit - Epidot - Eriochalcit - Erytrosiderit - Euchlorine - Ferucit | - Granát - Haüyn - Humit - Chalkantit - Chalkokyanit - Chloraluminit | - Chlormanganokalit - Chlorokalcit - Chloromagnezit - Chlorothionit - Kremerzit - Kryptohalit | - Kuprorivait - Leucit - Litidionit - Magnezioferit - Magnetit - Malladrit | - Manganolangbeinit - Mascagnit - Matteuccit - Melanothallit - Meionit - Mercallit | - Mitscherlichit - Molysit - Nahcolit - Olivín - Palmierit - Phillipsit | - Pikromerit - Pseudokotunit - Pyroxen - Sadinin - Salmiak - Seacchit | - Sellait - Sodalit - Spinel - Sylvín - Tenorit - Thompsonit | - Vesuvianit - Vonsenit - Wollastonit - Zirkon |

Vzorky minerálů, nalezené přímo v okolí Vesuvu
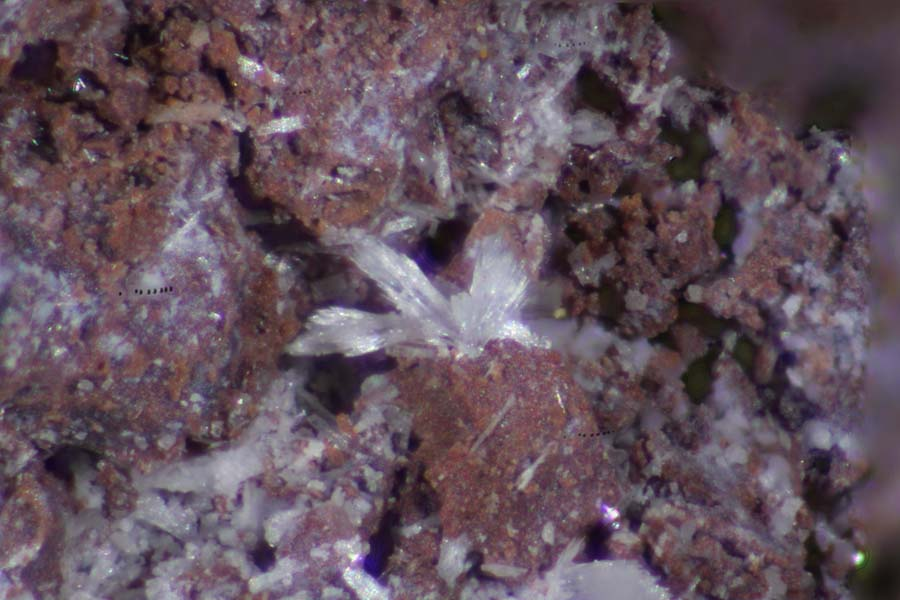
Artroeit
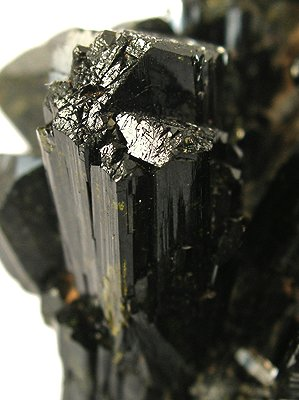
Epidot
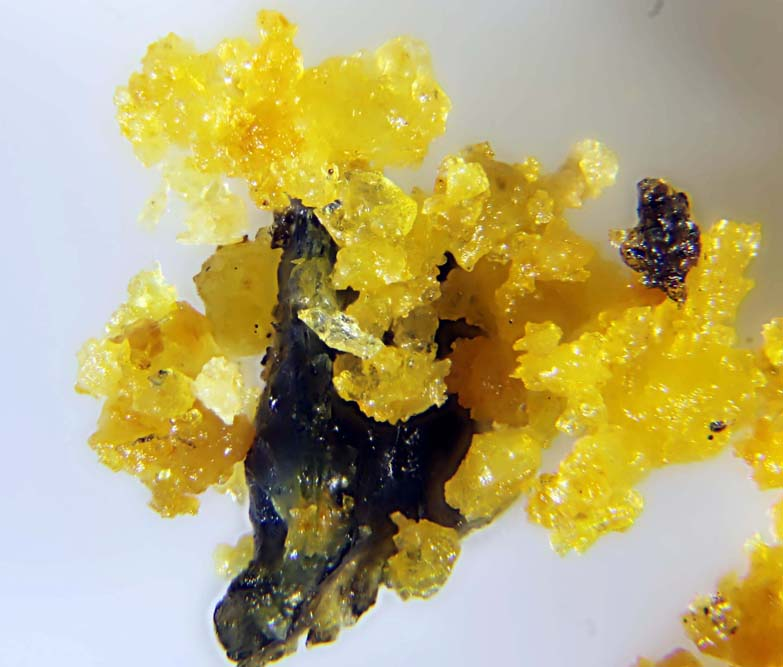
Erytrosiderit
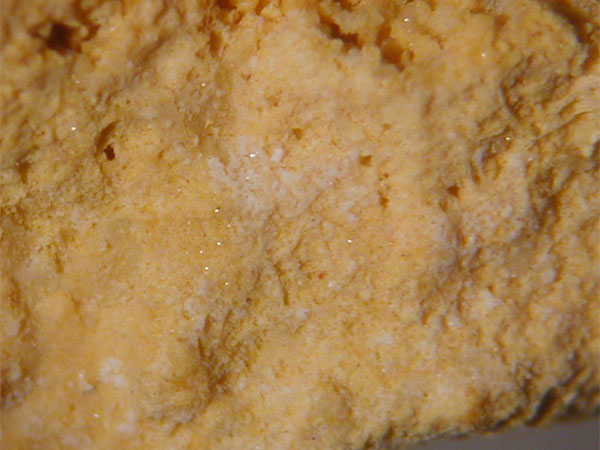
Ferucit
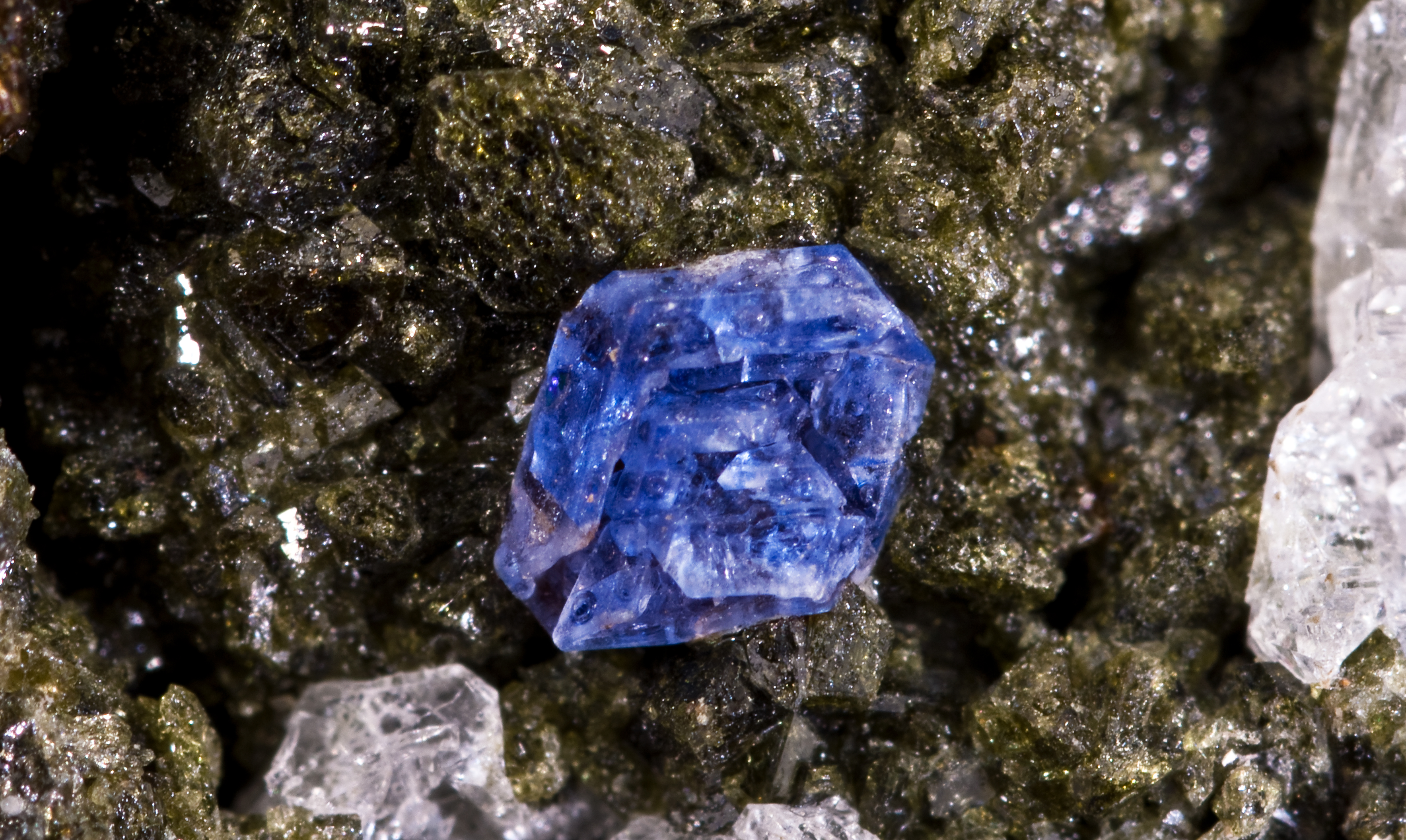
Haüyn
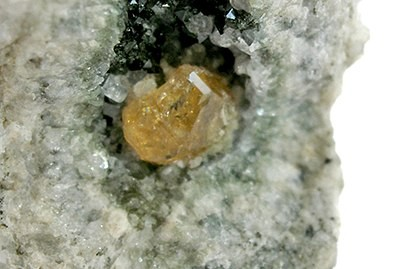
Humit
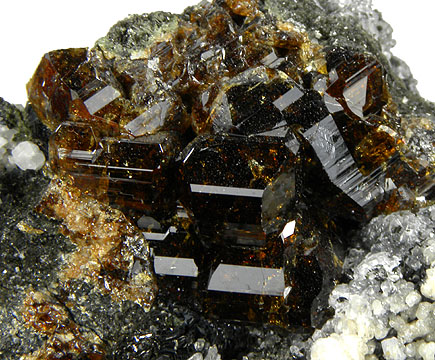
Vesuvianit
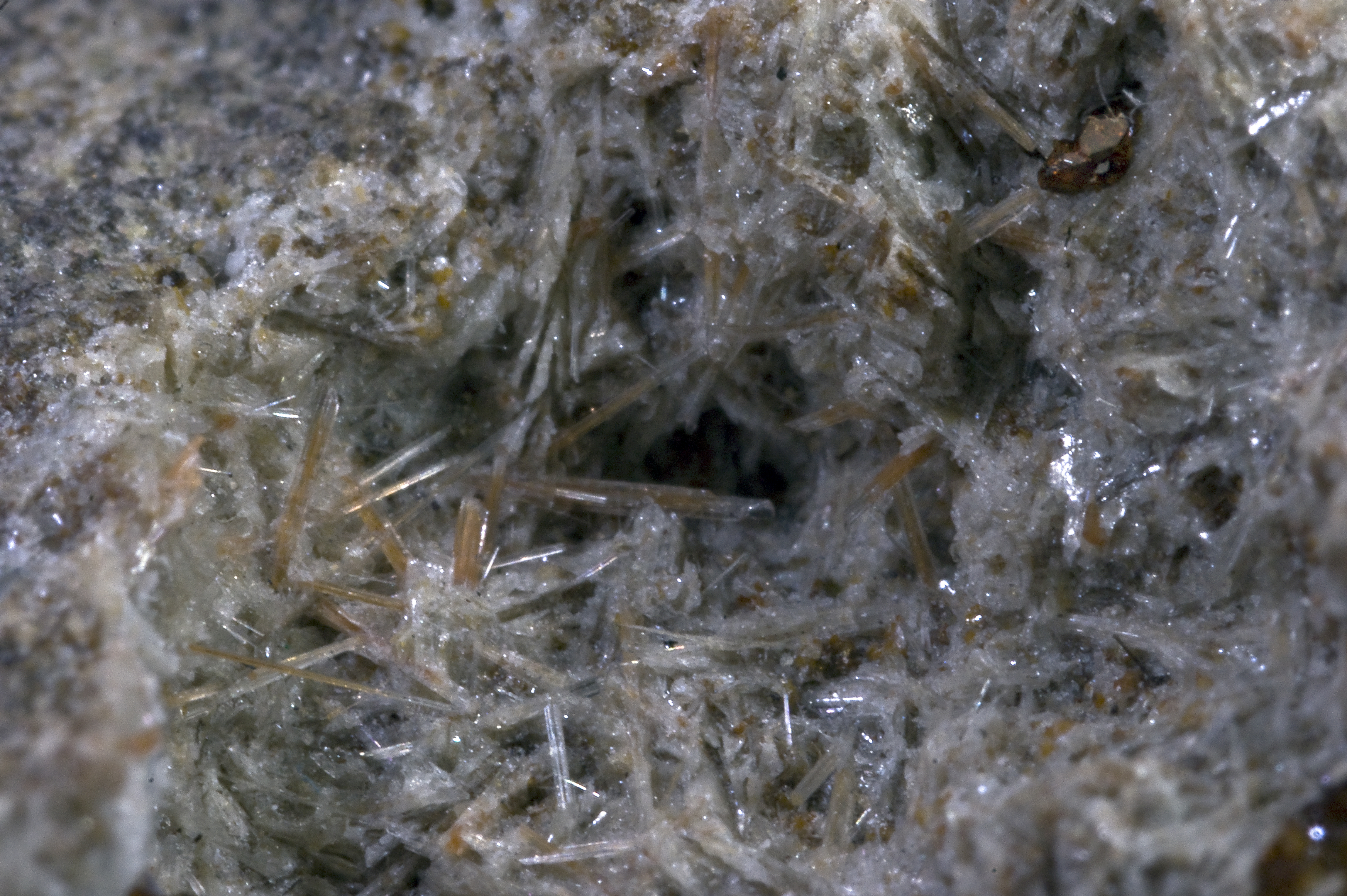
Wollastonit

### Geomorfologie

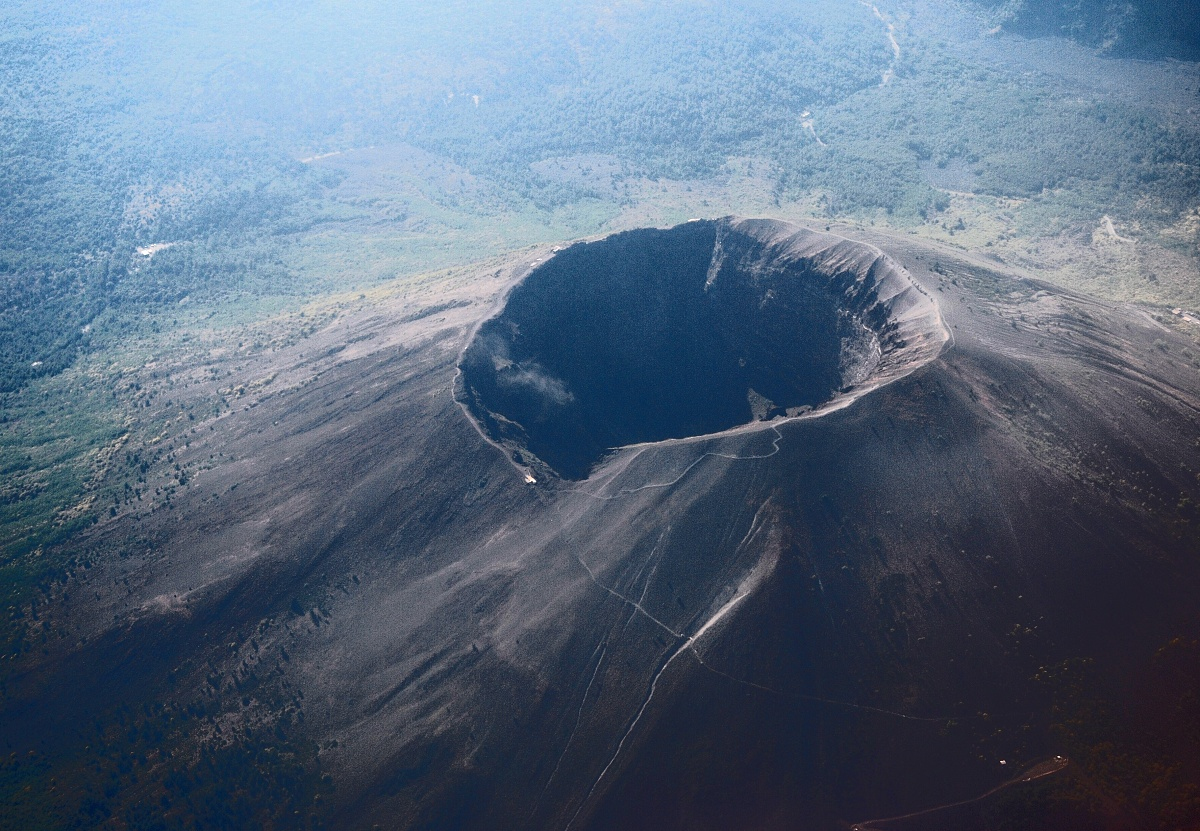
Sopečný kužel.

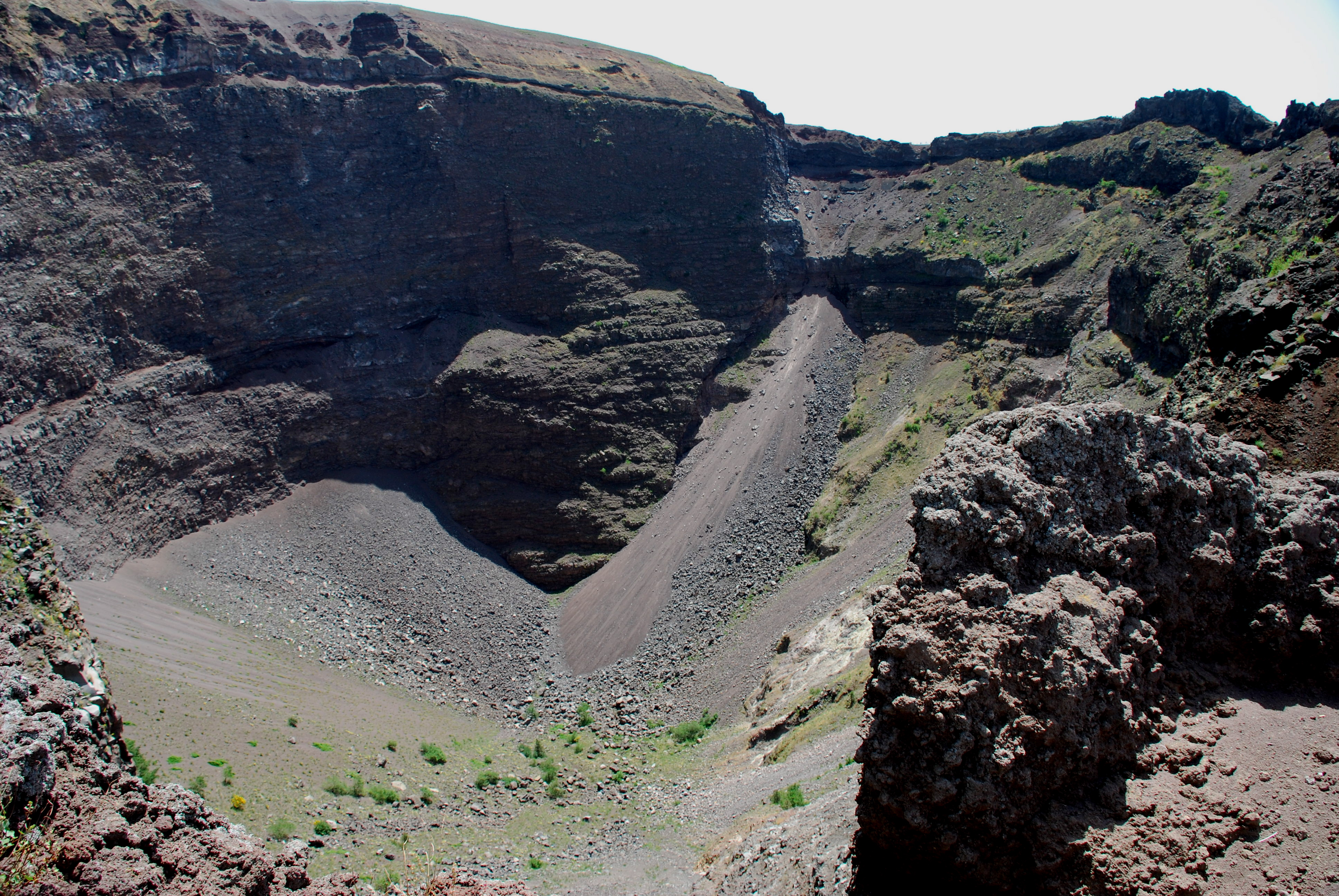
Pohled do kráteru.

Vesuv je součástí vulkanického komplexu zvaného Somma–Vesuv. Somma je název pro pradávný stratovulkán, který se zde existoval v době mezi 39–22 tisíci lety. Na konci tohoto období mohl dosahovat nadmořské výšky 1,9 až 2 km. Zanikl při erupci Pomici di Base, kdy se většina hory zhroutila do vznikající kaldery, pojmenovanou Somma. Tuto kotlovitou propadlinu formovaly další tři pozdější kalderizace (při erupcích Mercato, Avellinské, Pompejské). Celkový tvar kaldery Sommy není symetrický, neboť umístění erupčních center těchto erupcí nebylo totožné. Současný kužel Vesuvu, zvaný Gran Cono, začal vznikat po katastrofě z roku 79. Tomuto druhu sopky, kdy mladší sopečný kužel vyroste v kaldeře předešlé starší sopky, se říká tzv. somma. Jediné zachovalé zbytky stratovulkánu Somma se nachází necelé 2 km severně, v podobě vysokého skalního hřebenu Monte Somma (1 149 m). V prostoru mezi ním a Gran Cono se rozkládá 5 km dlouhé Valle del Gigante (Údolí obrů). To se dělí na Atrio del Cavallo (Nádvoří koní) na západě a Valle dell'Inferno (Údolí pekla) na východě. V západním konci údolí se nachází lávový dóm Colle Umberto, který se tu zformoval na konci 19. století a dnes je zcela zarostlý stromovou vegetací.  
O podobě hory před erupcí v roce 79 se ví málo. Z dochovaných fresek zničených Pompejí (nástěnná malba Bacchus a Vesuvius v domě Casa del Centenario) a Herculanea lze usuzovat, že se Vesuv skládal z jediného kuželu. Římští spisovatelé ho popisovali jako zelenou horu pokrytou zahradami a vinicemi, vyjma skalnatého vrcholu. 
Současný kráter má v průměru 400 m a hloubku 300 m. Obvod hory v její základně (v nadmořské výšce 50 m) činí 40 km. Obvod kaldery Sommy má 11 km. Střed kráteru Vesuvu je vůči jejímu středu posunut o 250 m, z čehož se vyvozuje, že se v průběhu historie posunul také přívod magmatu. Na kuželu jsou patrné známky vodní a větrné eroze a sklon svahů je různý. Ty jsou zároveň poznamenány minulými lávovými proudy. Na rozdíl od torza Monte Sommy se výška a tvar Vesuvu mění v závislosti na druhu sopečné aktivity. Výlevnými či slabými explozivními erupcemi se ukládá nezpevněný sypký materiál nebo lávové proudy a vulkán postupně roste. Při silnějších explozivních událostech dochází k přímé destrukci vrcholu nebo zhroucení celé struktury, čímž vzniká kaldera.

### Geologie
Vědecké poznatky o geologické historii Vesuvu pocházejí z jádrových vzorků odebraných z řady vrtů hlubokých 2 km, zasahující až do druhohorních vrstev. Radiometrické datování (metody založené na rozpadu draslík–argon a argon–argon zjistily, že oblast Vesuvu podléhá vulkanické činnosti po dobu nejméně 400 tisíc let. Základ Sommy leží asi kilometr pod úrovní moře na druhohorních a třetihorních sedimentárních vrstvách: triasové dolomity, jurské pískovce, vrstvy slínu a jílu, které mají tloušťku 1,5 až 1,7 km. Mezi nimi leží vrstvy ignimbritu, vytvořené erupcemi sousedního vulkánu Campi Flegrei před 39–40 tisíci lety. Během zkoumání úlomků z předešlých erupcí se zjistilo, že triasové dolomity vykazují známky tepelné metamorfózy, což odhadovou hloubku magmatické komory situuje pod tyto vrstvy. Toto zjištění bylo později potvrzeno geofyzikálním průzkumem. Její objem se odhaduje na 50 km³, průměr na 6 km a podle seismických měření leží její nejsvrchnější partie 5,5 km pod povrchem.

## Historická aktivita

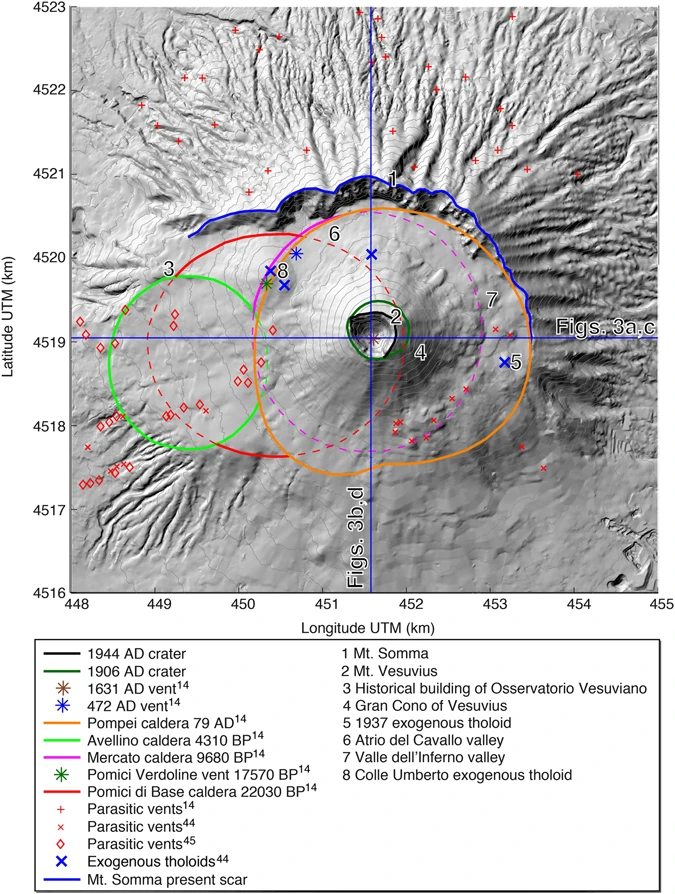
okraj pozůstatku stratovulkánu Somma
- kaldera erupce Pomici di Base
- erupční centrum erupce Verdoline
- kaldera erupce Mercato
- kaldera erupce Avellino
- kaldera Pompejské erupce
- erupční centrum erupce Pollena
- erupční centrum erupce 1631

Vulkanismus se v místě současného Vesuvu projevuje nejméně 400 tisíc let. Před 39 tisíci lety započalo formování stratovulkánu Somma, předchůdce dnešního Vesuvu. Evoluci komplexu Somma-Vesuvu lze shrnout do čtyř hlavních fází, z nichž každá má zvláštní charakteristiky ohledně svého eruptivního stylu a vulkano-tektonického vývoje sopečného tělesa. Erupční historie zahrnuje, jak období zvýšené aktivity, tak období klidu.
- 1. fáze: představuje časový úsek před 39–22 tisíci lety. Na jeho počátku byl zahájen růst stratovulkánu Somma, který v rozpětí asi 20 tisíc let pravděpodobně dosáhl výšky 1,9–2 km, a to díky převážně výlevné a slabě explozivní vulkanické činnosti, která produkovala lávové proudy a sopečnou strusku, střídající se s příležitostnými vklady pyroklastických proudů. Do fáze rovněž patří kontroverzní erupce Codola, jež se měla odehrát 3 tisíce let před jejím koncem. Jenže k dispozici je velmi málo geologických údajů. Pokud by se její existence potvrdila, jednalo by se o první známou explozivní erupci pliniovského typu na Sommě. Některé výzkumy naznačují, že mohla být větší než ta, co zničila Pompeje.[26]
- 2. fáze: započala erupcí Pomici di Base zhruba před 22 tisíci roky, při níž zanikl pradávný stratovulkán Somma a zrodil se tak sopečný komplex Somma–Vesuv. Druhá fáze dále zahrnuje erupce Mercato, Avellinskou a Pompejskou, včetně subpliniovské Verdoline a dalších menších eruptivních událostí. Všechny čtyři pliniovské erupce se podílely na formování kaldery Somma. Jejich síla na indexu vulkanické aktivity se odhaduje na VEI 5 až VEI 6 (v závislosti na použitém zdroji), nicméně Pompejská měla prokazatelně VEI 5.
- 3. fáze: následovala bezprostředně po skončení Pompejské erupce v roce 79, zahrnuje dvě subpliniovské události z let 472 a 1631. V období mezi nimi dochází k intenzivní, zato nízkoenergetické erupční aktivitě. V této fázi nastává postupný růst dnes dobře známého kuželu Gran Cono.
- 4. fáze: je poslední a dosud probíhající. Započala roku 1631, kdy nastal zlom ve stylu erupční aktivity sopky. Zvýšená vulkanická aktivita, přerušovaná přechodnými obdobími klidu (trvající několik měsíců až sedm let), panovala až do roku 1944. Pro Vesuv byla typická produkce lávových proudů a slabší výbušné aktivity, včetně občasných strombolských erupcí prudkého rázu. Právě v této fázi získával Gran Cono současnou podobu.

### Erupce Pomici di Base
Největší a první pliniovská erupce, také známa pod názvem Sarno, proběhla někdy před 22–18 tisíci lety. Výška erupčního sloupce se odhaduje na 20 km a sopečný mrak pak větry unášely východním až severovýchodním směrem (rozptylová osa). Produkce světle zbarvené trachytické pemzy až po tmavou latitickou strusku odráží stratifikaci magmatické komory. Erupci lze rozdělit do tří fází: počáteční, magmatickou (pliniovská; 10 km od sopky se naakumulovala vrstva tefry silná 6,5 m) a freatomagmatickou (definovaná sérií samostatných sopečných výbuchů). Během druhé fáze se vrchol pradávného vulkánu Somma, vysoký zhruba 2 km, zhroutil do částečně vyprázdněného magmatického krbu a vznikla stejnojmenná kaldera s průměrem 3 km. Ve srovnání s polohou současného kuželu Gran Cono, se erupční centrum rozkládalo zhruba 1–2,5 km západním směrem. Pomici di Base vyvrhla více než 4,4 km³ sopečných vyvrženin.

### Erupce Verdoline
Erupce Verdoline je jednou z hlavních subpliniových erupcí komplexu Somma-Vesuv. Datuje se do doby před 19 265 až 16 000 lety. Rekonstrukce jejího průběhu na základě stratigrafického průzkumu definuje pět samostatných eruptivních fází a odhaluje složitou dynamiku celé události, při níž se v krátkém časovém intervalu střídaly různé typy erupcí.

### Erupce Mercato
Před 8,9 tisíci lety došlo k erupci Mercato (alternativně nazývána Ottaviano nebo Gemelle), kterou předcházelo velmi dlouhé období klidu. Eruptující magma mělo dle geochemické analýzy fonolitové (znělcové) složení. Podle jeho homogenity nedošlo v magmatické komoře ke smíchání s jiným magmatem. První fáze erupce se skládá ze dvou různých jednotek, produkující sopečný popel a pemzu. Jejich rozptylová osa je orientovaná na východ. Erupční sloupce atakovaly výšku 14 a 21,5 km. Druhá fáze se musela objevit později, neboť uloženiny z první vykazují známky eroze. Obsahuje čtyři jednotky, jejichž erupční sloupce nebyly nikterak vysoké a podléhaly opakovaným kolapsům, čímž se vytvořily pyroklastické proudy. Později vznikl sloupec vysoký 24–25 km a zanechal po sobě nejmocnější ložisko z celé erupce. Do další fáze se vulkán uklidnil zhruba na několik dní či týdnů. Obecně je třetí fáze podobná té druhé, kdy se slabé a nestabilní erupční sloupce zhroutily, ovšem později následovaly stabilnější a více konvektivní sloupce s delší dobou trvání. Rozptylová osa sopečného mraku mířila severním směrem. Kalderizace oproti předchozí Pomici di Base proběhla o něco východněji, což mělo za následek morfologické změny kaldery Somma a navýšení její rozlohy. Odhaduje se, že erupce vyvrhla 2,3 až 7,4 km³ sopečného materiálu.

### Erupce Avellino

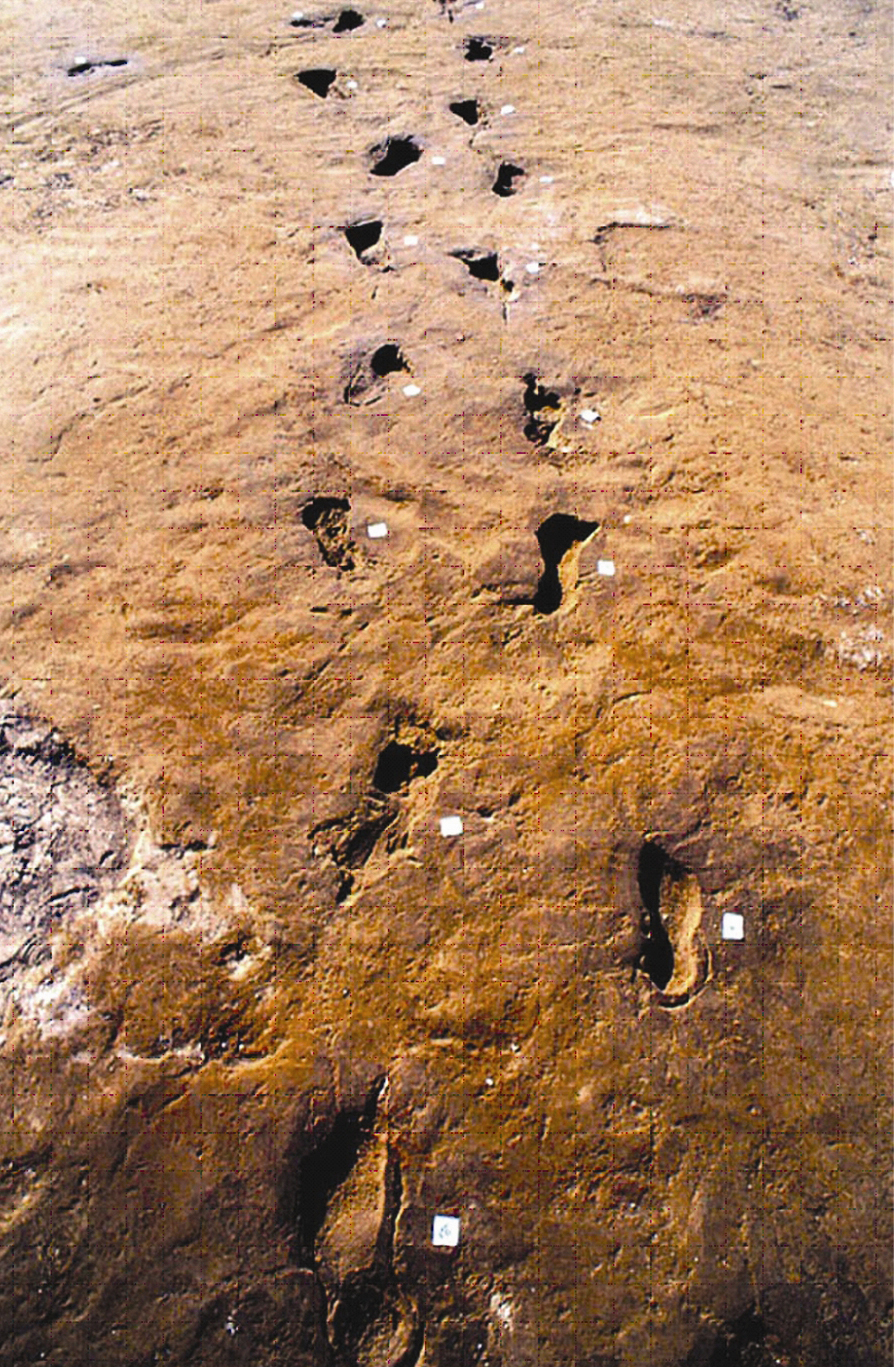
Mnoho stop v pyroklastických ložiscích svědčí o hromadném odchodu během Avellinské erupce.

Někdy mezi roky 1909 př. n. l. až 1868 př. n. l. proběhla Avellinská erupce. Je zdrojem vrstvy pemzy, nalezené na území města Avellino, vzdáleném asi 32 km severozápadním směrem od kráteru. Avellinskou událost doprovázely nejmohutnější pyroklastické přívaly za celou eruptivní historii komplexu Somma-Vesuv. Podle pyroklastických uloženin směřovaly severním směrem, prohnaly se územím budoucího města Neapol a zastavily se až za jeho hranicemi, 25 km od kráteru. Erupční sloupec dosáhl výšky 30 km. Jedna vědecká studie erupci dělí na tři fáze: první a druhá generovala pyroklastické přívaly malého dosahu, zatímco nejsilnější třetí fáze byla freatomagmatického rázu a měla na svědomí právě zmíněné přívaly. Podle jiné studie se událost skládala jen ze dvou fází. Celkem vyvrhla přibližně 2,5 km³ vulkanických vyvrženin.
Oproti pozici současného kráteru se tehdy sopečný průduch rozkládal asi o 2 km západněji.
Erupce nastala v době bronzové a zničila několik tehdejších sídel. Pozoruhodně zachovalé pozůstatky jednoho z nich byly objeveny italskými archeology v květnu 2001, poblíž města Noly. Nález zahrnoval chaty, hrnce, těla hospodářských zvířat, stopy lidí i lidské kostry. Obyvatelé ve spěchu opustili svá obydlí a nechali je svému osudu.

### Před erupcí 79
Sopka po Avellinské erupci vstupuje do fáze častějších, zato slabších erupcí. Poslední mohla proběhnout 217 př. n. l. V tomto roce došlo v Itálii k zemětřesení a slunce bylo údajně zahaleno „šedým oparem“ a „suchou mlhou“. Vzorky z grónského ledovce z tohoto období vykazují relativně vyšší kyselost, o níž se předpokládá, že byla způsobena sirovodíkem v atmosféře. Sopka poté utichá na 295 let. Římští spisovatelé ji před erupcí roku 79 popisují jako horu se skalnatým vrcholem, pokrytou vinicemi a zahradami. Několik dochovaných děl popsaly Vesuv jako horu s vulkanickým charakterem, ačkoliv Plinius starší ji ve své knize Naturalis Historia tímto způsobem neznázornil.

### Erupce roku 79

Schéma erupce pliniovského typu:
1. plyno-popelový mrak
2. přívod magmatu
3. sopečný spad
4. vrstvy lávy a popela
5. podložní nevulkanické vrstvy původních hornin
6. magmatický krb.

Římská města zasažená erupcí Vesuvu v roce 79. Černé stínování představuje oblast spadu sopečného popela a strusky.

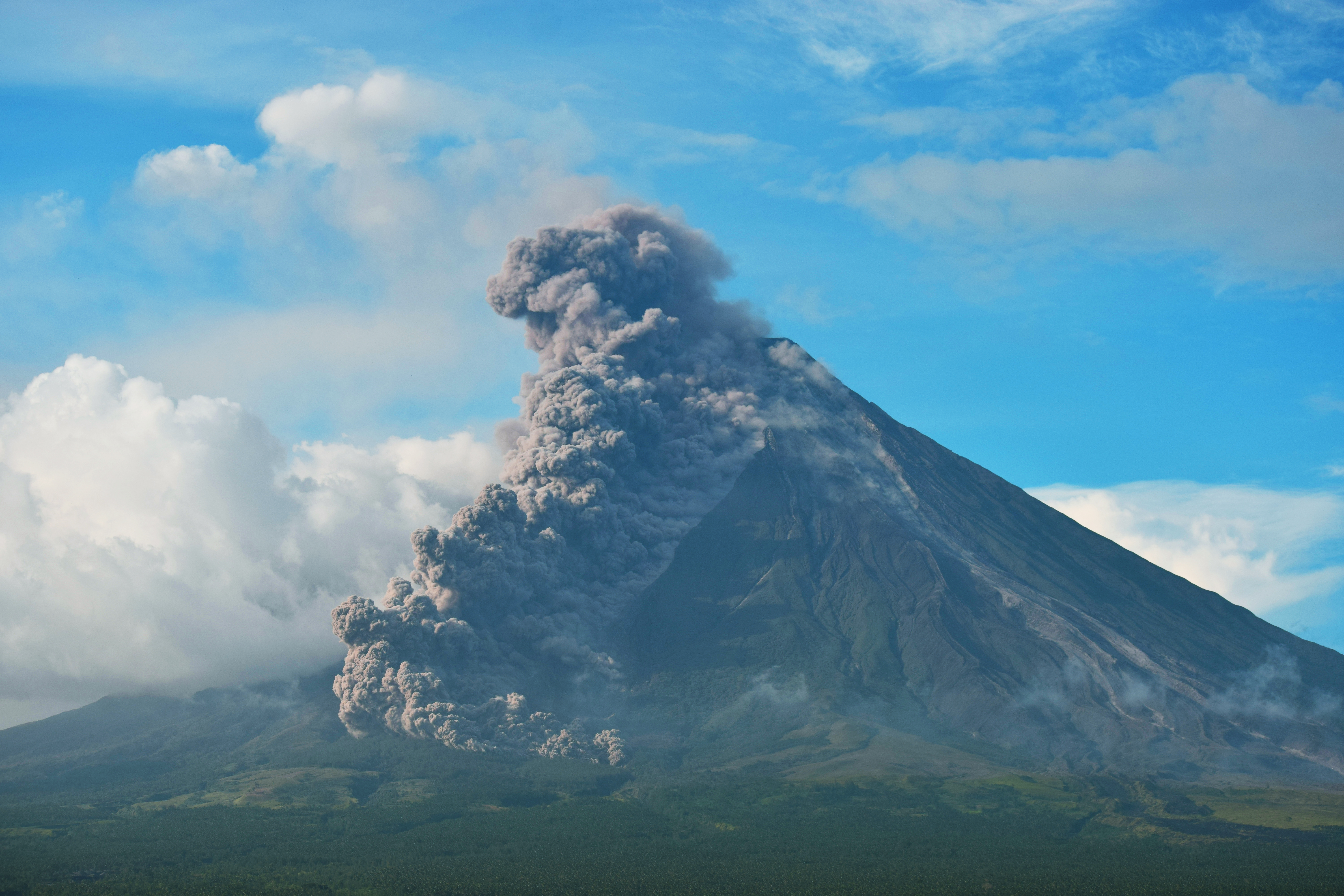
Pyroklastické proudy a pyroklastické přívaly stály za většinu obětí Pompejské erupce. Na fotce z roku 2018 je zachycený pyroklastický proud ze sopky Mayon, jehož trasa činila délky 4 km.

24. srpna 79, asi okolo jedné hodiny odpoledne, započala silná erupce pliniovského typu a vznikl mohutný sloupec popela, vynášený do výšky více než 30 km. V této výšce se výstup sopečného materiálu zastavil a začal se šířit horizontálně ve směru převládajícího větru. Plinius mladší se o probuzení Vesuvu, společně se svým strýcem Pliniem starším, dozvěděl až o hodinu později. Následně obdržel zprávu od svého přítele Rectina, že ho erupce uvěznila ve Stabiae. Plinius starší se proto rozhodl zorganizovat záchrannou misi a vyplul se svými galérami směrem na druhou stranu Neapolského zálivu. Jeho synovec účast odmítl a zůstal doma na ostrohu Misenu.
Kvůli větrům, které ten den vanuly ze severozápadu, byl hustý sopečný oblak unášen přes Pompeje a dále na jihovýchod. Oblast pod ním se uprostřed dne ponořila do úplné tmy, neboť skrz oblak nemohl proniknout žádný sluneční svit. Pompeje tak začal zasypávat sopečný spad rychlostí asi 15 cm/hod. Největší kusy bílé pemzy měly rozměr 3 cm. Sousední Herculaneum nebylo díky své poloze spadem postihnuto, díky čemuž bylo během prvních 11 hodin ušetřeno jakýmkoliv vážným účinkům erupce. Od páté hodiny odpolední se v Pompejích zřítily první střechy. V noci tam dosahovala tloušťka tefry již 2,8 m. Kolem půlnoci nastala druhá etapa erupce, o čemž svědčí vyvrhování šedé pemzy místo bílé. Do té doby stabilní erupční sloupec se pod svou vlastní vahou celkem 6× zhroutil a rozlil se po svazích do okolí v podobě extrémně nebezpečných pyroklastických proudů a pyroklastických přívalů. Tato lavině podobná žhavá (100–1 000 °C) směs hornin, popela a plynů, pohybující se rychlostí několika set km/h, spálí a zničí vše, co pohltí. Příčinou nestability erupčního sloupce byla jeho příliš vysoká hmotnost a nedostatečné konvekční proudění, které již nebylo schopné vynášet obrovské množství vulkanického materiálu a plynů vysoko do atmosféry. Během erupce Vesuvu vzniklo celkem sedm pyroklastických přívalů (S-1 až S-7) a šest pyroklastických proudů (F-1 až F-6), o čemž svědčí Pliniovy spisy a současný stratigrafický průzkum jednotlivých vrstev. Každý příval byl brzy následován proudem, ovšem kromě posledního S-7. První dvě dvojice těchto nebezpečných jevů (S-1, F-1, S-2 a F-2), k nimž došlo zhruba v 00:00 a 01:00, zdevastovaly jen Herculaneum a ke vzdálenějším Pompejím se nedostaly. Poté nastalo dočasné zklidnění sopky a spad tefry polevil. Obyvatelé Pompejí, kterým se podařilo ze včerejšího dne z města utéct, se do něj začali vracet. Rychle se však bouřlivá aktivita Vesuvu opět obnovila a v 05:30 dala do pohybu S–3 a F–3, ovšem svou energii ztratily těsně před hradbami Pompejí. Teprve až po hodině bylo antické město poprvé zasaženo. Žhavá mračna (S–4 a F–4), která město pohltila a zastavila se 0,5 km za hradbami, se pro velkou část Pompejanů stala osudnými. Nicméně všechny jeho obyvatele nezabily, jelikož ve vykopávkách se našla těla, ležící nad tímto konkrétním vkladem pyroklastických depozitů. 
Zemětřesení, jež byla pociťována celou noc, nad ránem ještě zesílila. Plinius mladší a jeho matka se rozhodli opustit dům, jenž otřesy nemusel vydržet. V průběhu úprku z města směrem do vnitrozemí pozorovali malou vlnu tsunami, včetně předcházejícího ústupu moře. Vyvolal ji průnik pyroklastických proudů do vod zálivu. Situace se v okolí Vesuvu zhoršila okolo 7. hodiny ranní, kdy vznikl největší pyroklastický příval S-6. Ten zničil veškeré osídlení v okruhu 10–15 km a málem se dostal k městu Stabie. Tam ve stejnou chvíli zemřel na otravu toxickými plyny Plinius starší, který byl pravděpodobně astmatikem. Při vstupu na moře se šestý příval bez obtíží začal šířit přes Neapolský záliv až se zastavil na druhé straně těsně u ostrohu Misenu. Plinius mladší ve svých dopisech uvedl, že se ocitli v naprosté tmě. Jakmile polevila a trochu se vrátilo světlo, tak popelem pokrytá krajina v něm budila dojem, jako kdyby byla zasněžená. Téhož dne se vulkán postupně uklidnil a ruiny Pompejí a Herculanea byly na nadcházejících 16. staletí pohřbeny pod sopečnými produkty.

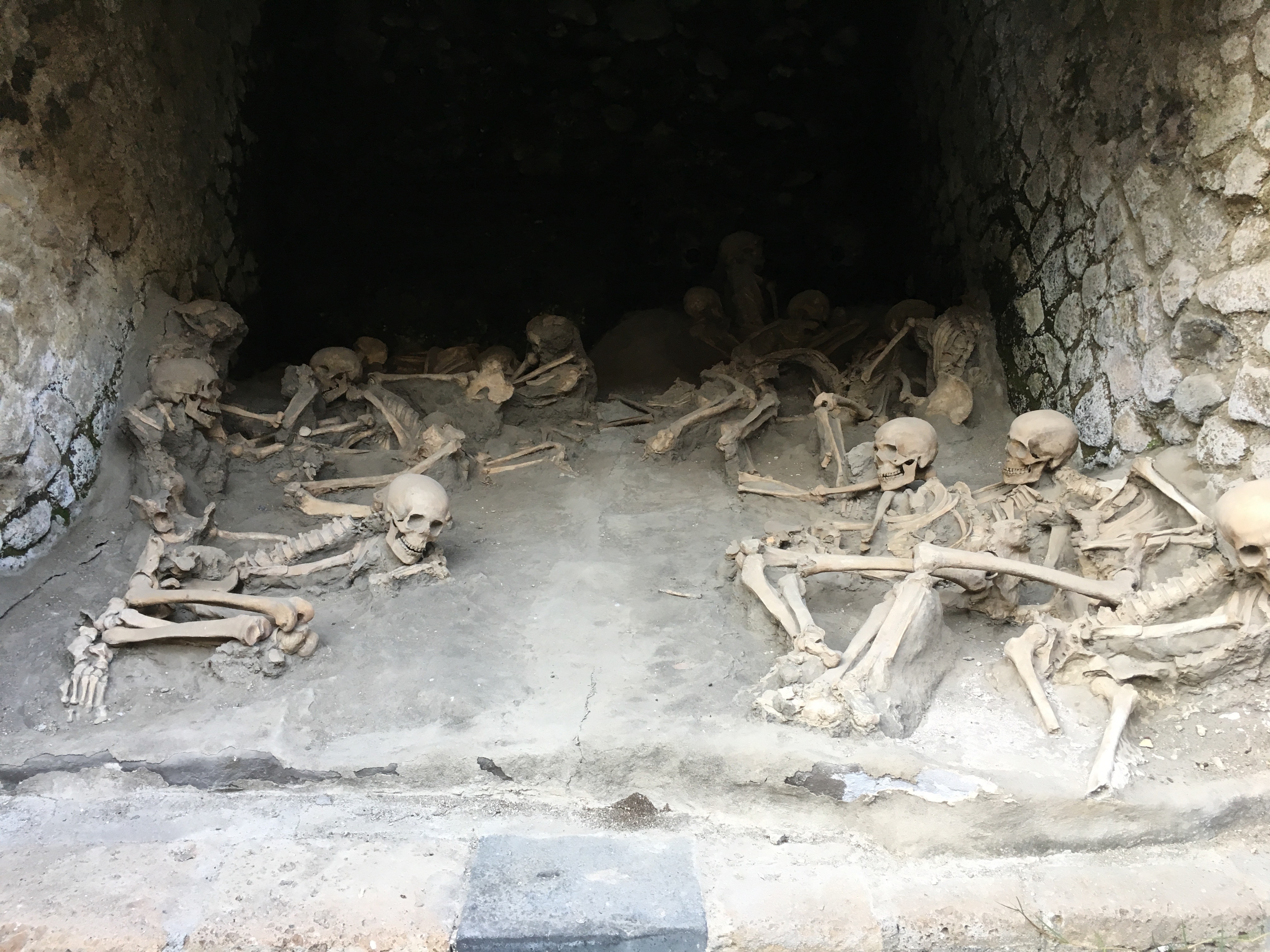
Kostry obětí v Herculaneu.

Při erupci Vesuvu si nejvíc obětí vyžádaly pyroklastické přívaly a pyroklastické proudy. V okolí kráteru se jejich teplota pohybovala okolo 850 °C, ve větší vzdálenosti byla samozřejmě nižší (ještě 10 km od zdroje to bylo asi 250 °C). Podle odhadů mohlo zemřít 3,5 tisíc osob (jiné prameny hovoří dokonce až o 16 tisících obětech), ačkoliv doposud bylo objeveno jen 1 500 těl. Přesný počet mrtvých není znám. V Pompejích a Herculaneu mohlo žít dohromady až 30 tisíc lidí. Dalšími zničenými městy byly Stabie a Oplontis. Herculaneum zasáhla většina pyroklastických proudů a přívalů a skončilo tak pod 23 metry pyroklastických depozitů. Jeho obyvatelé zemřeli v prvních vteřinách během prvního zásahu na následky tepelného šoku, kdy teplota dosahovala 240–370 °C (jiný zdroj uvádí 500–600 °C). Tyto hodnoty dokládá na místě nalezené zuhelnatělé dřevo. Podobný osud mělo také město Oplontis. Intenzivní žár oběti silně spálil, což ve vzdálenějších Pompejí patrné není. Tam teplota žhavých mračen činila 140–300 °C, přičemž v lépe chráněných interiérech budov se zvýšila asi jen na 100 °C. Část úmrtí (38 %) v Pompejích způsobovaly také hroutící se střechy, neboť je přitěžovala těžká vrstva tefry (pro střešní konstrukce je limitní již několik desítek centimetrů). Ke konci zde dosahovala tloušťky zhruba 6 m.  Vzhledem k typu sopečné erupce neproběhla tvorba lávových proudů a tudíž žádné z římských měst jimi nemohlo být zalito. Vědci na základě získaných dat určili, že erupce vyvrhla 1 až 4,4 km³ popela a pemzy, což na indexu vulkanické aktivity odpovídá stupni VEI 5. Prvotní fáze erupce, kdy sopka produkovala bílou fonolitickou pemzu, generovala zhruba 1,1 km³ sopečného materiálu. Šedá pemza fonoliticko-tefritského složení, dominující v druhé fázi, měla objem zhruba 1,5 km³ a plošně pokryla větší území. Celkové množství uvolněné tepelné energie bylo 100 tisíckrát větší než při detonaci atomové pumy nad Hirošimou. Po události nebyly Pompeje a Herculaneum nikdy přestavěny, ačkoliv proběhly záchranné práce a taktéž rabování. Masivní přísun vulkanické horniny se podepsal na vzhledu místní krajiny. Například pozměnil tok řeky Sarno a zároveň rozšířil pobřeží. Pompeje dříve ležely blíže k moři a stejně na tom bylo také Herculaneum, jehož vykopávky dnes leží 500 m ve vnitrozemí.

#### Datum erupce
24. srpen je současnými historiky oficiálně přijímán jako začátek slavné erupce. Datum pochází z dopisů Plinia mladšího. Ačkoliv přesným vylíčením průběhu sopečné erupce položil první základy vulkanologie, čímž je jeho spis pro vědce považován za důvěryhodný, tak ono datum je sporné. Během přepisování textu totiž mohl jeden ze středověkých opisovačů udělat v časovém údaji chybu. Archeologické vykopávky v Pompejích naznačují, že římské město bylo ve skutečnosti pohřbeno až o několik měsíců později – na konci října. Oběti mají na sobě teplejší oblečení. V obchodech se nalezly pozůstatky ovoce a zeleniny, typické pro říjen, zatímco srpnové produkty se prodávaly již v sušené či konzervované podobě. Konci října taktéž odpovídá nápis se „17. říjnem“, zapečetění sklenic kvašeného vína nebo omáčka Garum, u níž ryby vylovené zpravidla v létě musí projít procesem fermentace, trvající alespoň dva měsíce. Nalezená mince jedné ženy byla pravděpodobně vyražena v druhé polovině září. Srpen dále zpochybňují také poznatky o místních převládajících větrech. V den erupce byl sopečný mrak unášen na jihovýchod, nicméně v oblasti Neapole během léta dominují větry, vanoucí na západ. Naopak během podzimu se jejich směřování stáčí na jihovýchod.

### 79–1631
Po Pompejské katastrofě nastalo stoleté období klidu. O první erupci (VEI 3) roku 172 se zmínil Galén. Další se objevila po 31 letech (203) a její hluk se údajně nesl až ke Capuy, vzdálené 40 km. Silnější výbuch subpliniovského typu nastal 6. listopadu 472 (Pollenská erupce) a sopečný mrak dočasně uvrhnul do tmy přilehlou oblast v okolí. Větry sopečný popel následně zanesly nad Evropu a Konstantinopol (Istanbul). Díky záznamům od Cassiodora se ví, že další a stejně intenzivní probuzení Vesuvu proběhlo také roku 512. Král Theodoric Veliký dokonce postihnuté obyvatelé osvobodil od placení daně. Pozdější erupce nastaly v rocích 685, 787 a 968. Data 991, 993 a 999 jsou nejistá, neboť tehdejší společnost byla kvůli svému fatalistickému myšlení zaneprázdněna blížícím se koncem světa, k němuž mělo dojít na přelomu tisíciletí. 27. ledna 1037 se Vesuv předvedl šestidenní erupcí (zmínka od Lea Marsicana) a později ještě v 1068 a 1078. V této době aktivita dočasně utichá, což ukončí silná erupce 1. června 1139. Podle dobových kronik trvala 8 dní a popel zasypal města Salerno, Benevento, Capua a Neapol. V období mezi 1139–1631 se ví pouze o jedné malé erupci (1500).

### Erupce roku 1631

Sopečnou aktivitou vyplněný kráter s pyroklastickým kuželem (1934).

Od července 1631 se v okolí Neapolského zálivu objevují četná zemětřesení a jsou citelná i v samotné Neapoli. O 5 měsíců později vysychají v okolí vulkánu vodní zdroje. Několik dní před výbuchem otřesy sílí, ale obyvatelé tomu nevěnují žádnou pozornost, jelikož na záchvěvy země jsou zvyklí. K pliniovské erupci dochází v 7 hodin ráno dne 16. prosince 1631 a ukončuje se tak nečinnost, dlouhá 130 let. Vzniká vysoký erupční sloupec vysoký 16–28 km a sopečný spad se snáší na přilehlou oblast. Největší destrukci však působí pyroklastické proudy a přívaly, jež se začaly objevovat v 10 hodin ráno dne 17. prosince. S ohledem na absenci pyroklastických uloženin za Monte Sommou se proudy, mířící směrem k severu, nedostaly přes vysoký hřeben této hory. V noci a následující den odpoledne dorazily do oblasti bouřky, kdy přívalový déšť spouštěl rozsáhlé lahary (sopečné bahnotoky). Dalším ničivým elementem byla láva, vytékající z prasklin na svazích Vesuvu. Pobřeží Neapolského zálivu také zasáhla vlna tsunami a zničila mnoho zakotvených lodí. Dodnes se nezná příčina jejího vzniku, ačkoliv se spekuluje o pyroklastickém proudu nebo sopečném zemětřesení. Přestože 40 tisíc obyvatel uteklo pryč z dosahu sopky do Neapole, umírá při katastrofě zhruba 4 tisíce lidí. Celkem bylo erupcí vypuzeno 1,1 km³ vyvrženin, což odpovídá indexu VEI 5. Sopečný popel pokryl Neapol vrstvou o tloušťce 30 cm a registrován byl až v tureckém Istanbulu, kam ho zavanuly větry. Erupce z roku 1631 byla nejsilnějších od roků 472 a 512.

### 1631–1944

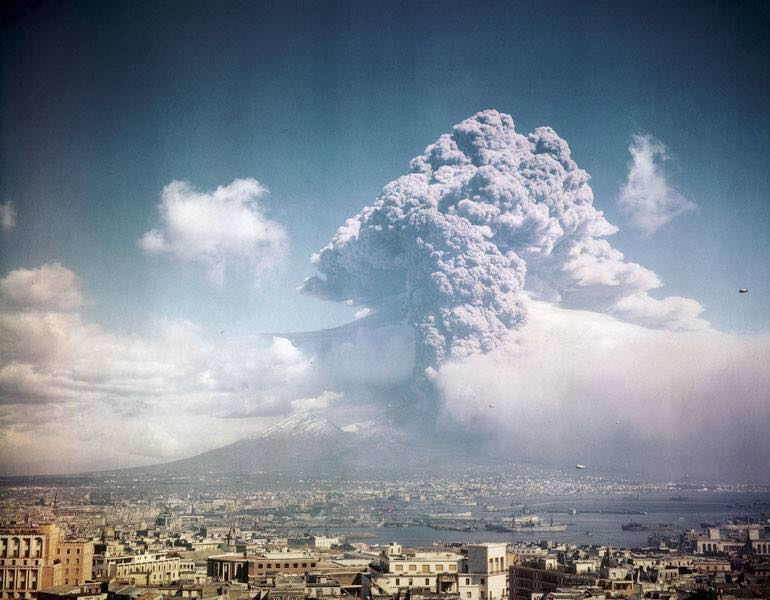
Erupce v březnu 1944.

Od událostí 1631 nastává tři sta let dlouhé období s pravidelnými explozivními erupcemi v letech: 1660, 1682, 1694, 1698, 1707, 1737, 1760, 1767, 1779, 1794, 1822, 1834, 1839, 1848, 1850, 1855, 1861, 1868, 1872, 1906, 1926, 1929 a 1944.
K nejvýznamnějším výbuchům došlo roku 1872 a v dubnu 1906. Při prvním vznikl mohutný mrak popela a lávové proudy poškodily města Massa di Somma a San Sebastiano al Vesuvio. Druhá, jakožto nejsilnější erupce Vesuvu ve 20. století, vyprodukovala nezvykle větší množství lávy a vyžádala si více než 100 životů. Destruktivní lávové proudy se vyskytly také v letech 1737, 1794, 1855 a 1929.
K zatím posledním erupcím došlo mezi 18. březnem a 29. březnem 1944, na konci 2. světové války, kdy Itálii osvobozují Spojenci. Doprovázely ji lávové proudy, lávová fontána a malé pyroklastické proudy. Navzdory evakuaci 12 tisíc lidí zemřelo 26 osob. Zničena byla města San Sebastiano al Vesuvio, Massa di Somma, Ottaviano a části San Giorgio a Cremano, včetně 88 amerických bombardérů B-25.

## Budoucnost

### Charakter erupcí
Za posledních 19 tisíc let Vesuv vyvrhnul celkem 50 km³ popela a lávy. Jeho velké erupce pliniovského typu, produkující více než 1 km³ vyvrženin, se odehrávají po dlouhém období nečinnosti každých několik tisíc let. U subpliniovských (0,1 km³), ke které došlo například v roce 472, je délka intervalu jen několik set let. Mezi roky 1631–1944, kdy vulkán byl více aktivní, se každých několik let objevilo nespočet menších erupcí, emitující přibližně 0,001–0,01 km³ magmatu. Objem vyvržené hmoty se lineárně zvyšuje o 0,001 km³ každý rok nečinnosti. To znamená, že erupce po 75 letém klidu by teoreticky měla vyvrhnout minimálně 0,075 km³ popela a lávy. Je-li magma po dlouhou dobu uložené v magmatické komoře, mají složky s vysokým bodem tavení (např. olivín) tendenci krystalizovat. Následkem je zvýšení koncentrace rozpuštěných plynů (většinou oxidu siřičitého a oxidu uhličitého) ve zbytku taveniny. Zároveň může dojít ke zvýšení koncentrace felsických hornin (např. křemičitany), což magma více zviskózní. Jak plynem obohacené magma stoupá k povrchu, klesá současně okolní litostatický tlak, kterým na něj působí nadloží a dochází k uvolňování plynů. Tím objem hmoty vzroste několikanásobně. Všechny tyto procesy zapříčiňují více explozivnější erupce. Od března 1944 nedošlo na Vesuvu k žádné sopečné erupci, ačkoliv únik plynů z fumarol a drobné otřesy svědčí o stále aktivní sopce. V porovnáním s činností z roků 1631–1944 se tato klidová fáze jeví jako atypická, neboť obnovení erupční aktivity se značně zpozdilo.

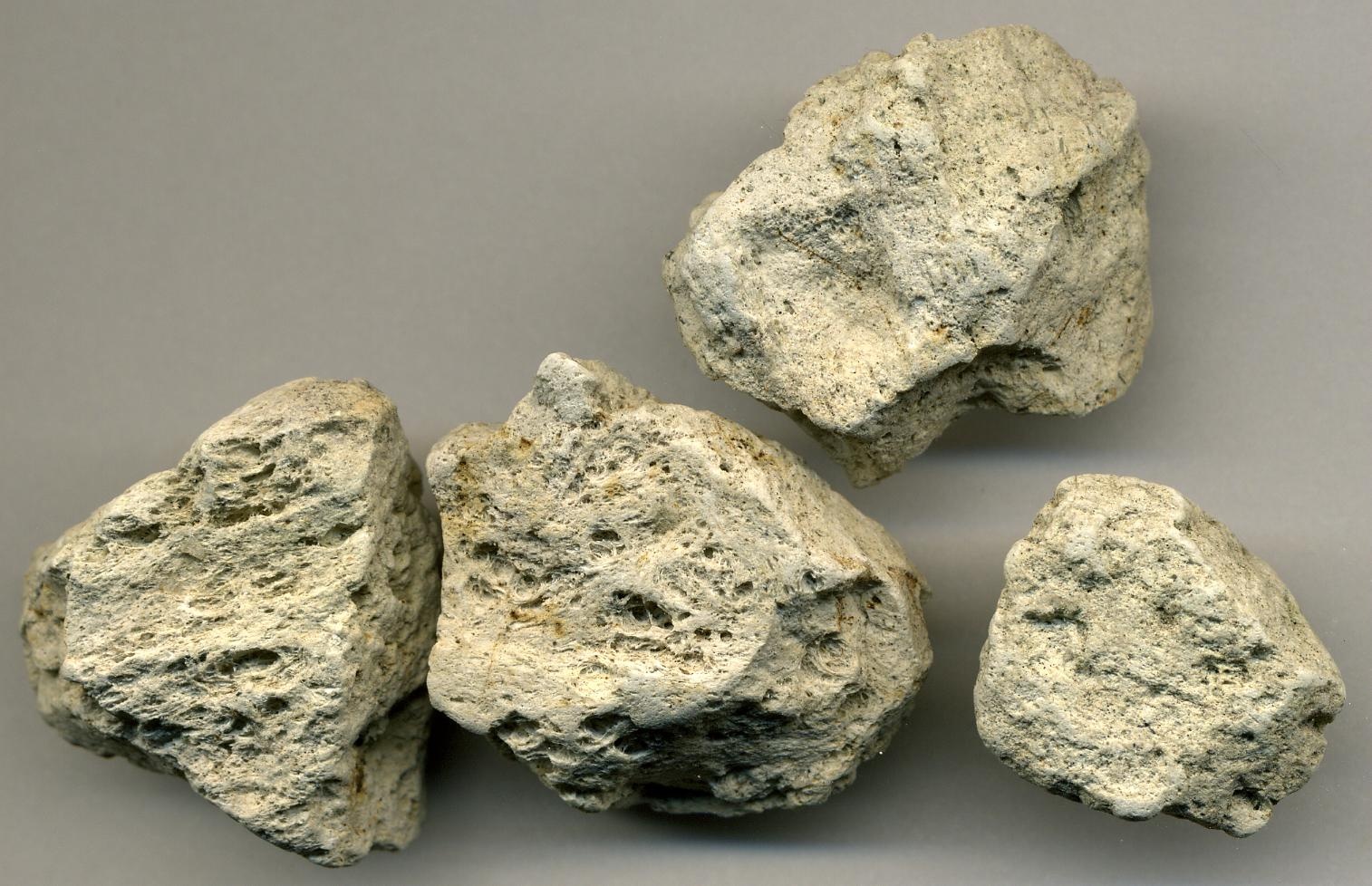
Fonolitová pemza z erupce roku 79.

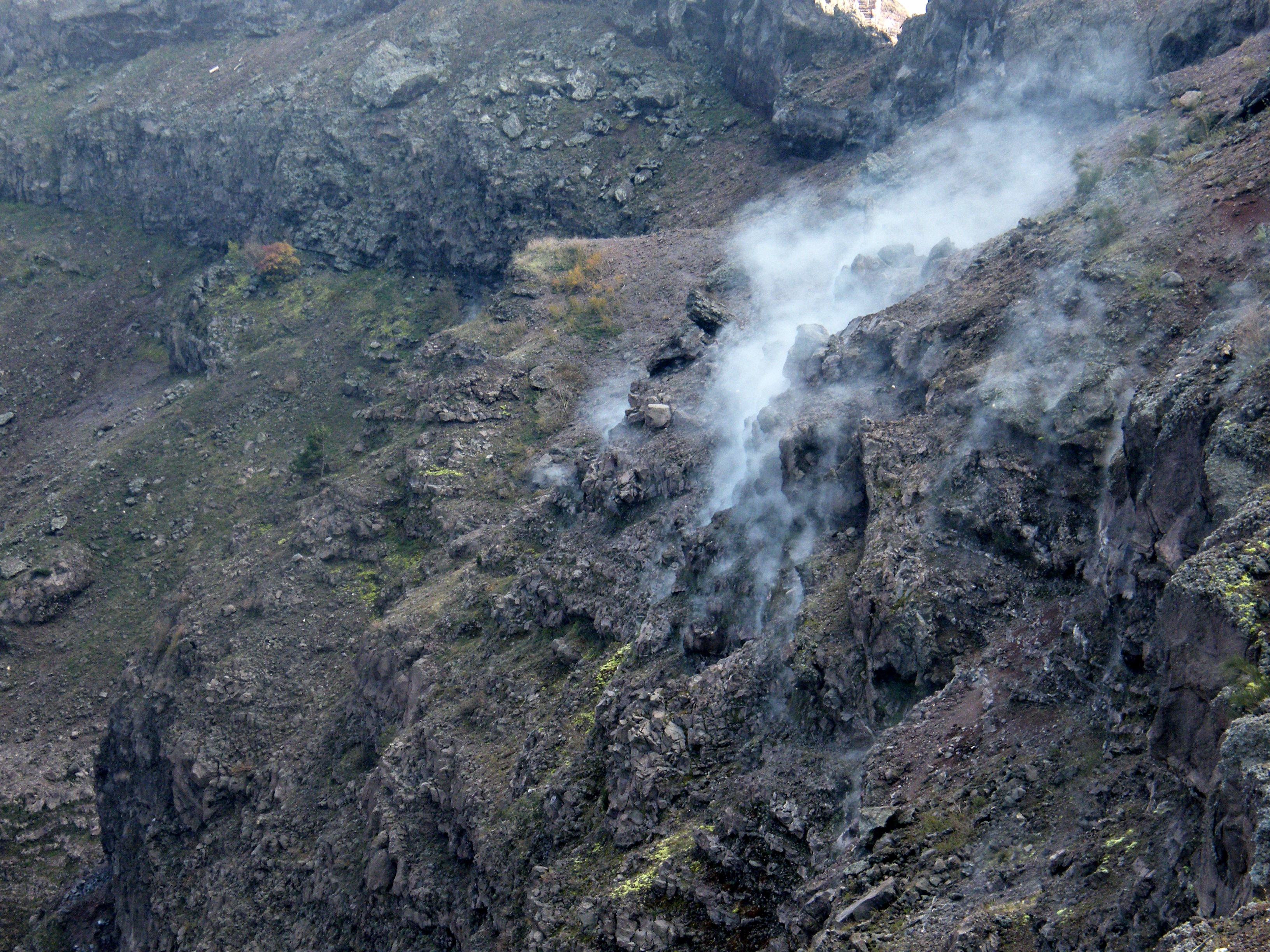
Fumarola ve stěně kráteru.

V lednu 2022 vyšla studie, vedená Jörnem-Frederikem Wotzlawem a Olivierem Bachmannem ze Spolková vysoké technické školy v Curychu. Ta s pomocí granátů (minerál) zkoumala dobu setrvání magmatu v magmatickém krbu, než se dostalo na zemský povrch. Odborníci odebrali vzorky z obnažených ložisek, kde se vyskytovaly uloženy ze čtyř velkých pliniovských a subpliniovských erupcí: Mercato, Avellinské, Pompejské a Pollenské. Za běžné situace, by se na určení stáří využil zirkon, jenže vesuvské magma je příliš zásadité, aby tento minerál mohl krystalizovat. Proto vědci vybrali granát a k jeho dataci posloužily izotopy uranu-238 a thoria-230. Je známo, že fonolitová (znělcová) magmata produkují nejobjemnější a nejsilnější erupce Vesuvu. Z výsledků vyplynulo, že granáty vykrystalizovaly a setrvaly zhruba 5 tisíc let před erupcemi Mercato a Avellino, zatímco u Pompejské a Pollenské to bylo přibližně jen jeden tisíc let. U všech erupcí se doba uložení diferencovaného fonolitového magmatu v horním magmatickém krbu shoduje s obdobími klidu. V případě Vesuvu vzniká diferencované magma tak, že se tento krb v poměrně krátké době naplní primitivnějším magmatem z jednoho z hlubších krbů. V tomto relativně chladnějším prostředí se tavenina ochlazuje a krystalizuje, což vede k jejím chemickým změnám a tento proces se nazývá magmatická diferenciace. V určitém okamžiku do krbu začne z větších hloubek opět proudit primitivní mafické magma. Smíchání obou tavenin pak vede k nárůstu tlaku, který může fonolitové magma vytlačit nahoru a zahájit erupci. V současné době nelze s využitím seismického průzkumu ani nikterak jinak zjistit, jestli je horní krb naplněn fonolitovým nebo mafickým magmatem. Vzhledem k tomu, že vulkán od roku 1631 vyvrhoval převážně lávy s mafickým složením, tak se vědci domnívají, že je nepravděpodobné, aby se pod horou hromadil diferencovaný fonolit. Poslední sopečná erupce Vesuvu v roce 1944, k níž došlo takřka před 80 lety, může znamenat počátek delšího klidového období, během něhož se již může hromadit fonolitové magma. Avšak pro vygenerování ničivé erupce (podobné té z roku 79, která zničila Pompeje) by však Vesuv potřeboval dalších několik staletí klidu, aby se tyto zásoby opět doplnily. Dojde-li v nadcházejících desetiletích k erupci, při níž bude vyvrhováno převážně mafické magma, mohlo by to naznačovat, že komora není naplněna fonolitem. Nicméně je nutné dodat, že i primitivní magma může produkovat stále velmi nebezpečné erupce, jako byly ty v rocích 1944 a 1631, které se navíc mohou objevit po výrazně kratších obdobích klidu. Poslední zmíněná ze 17. století zavinila smrt zhruba 4 tisíc lidí.

### Rizikové oblasti

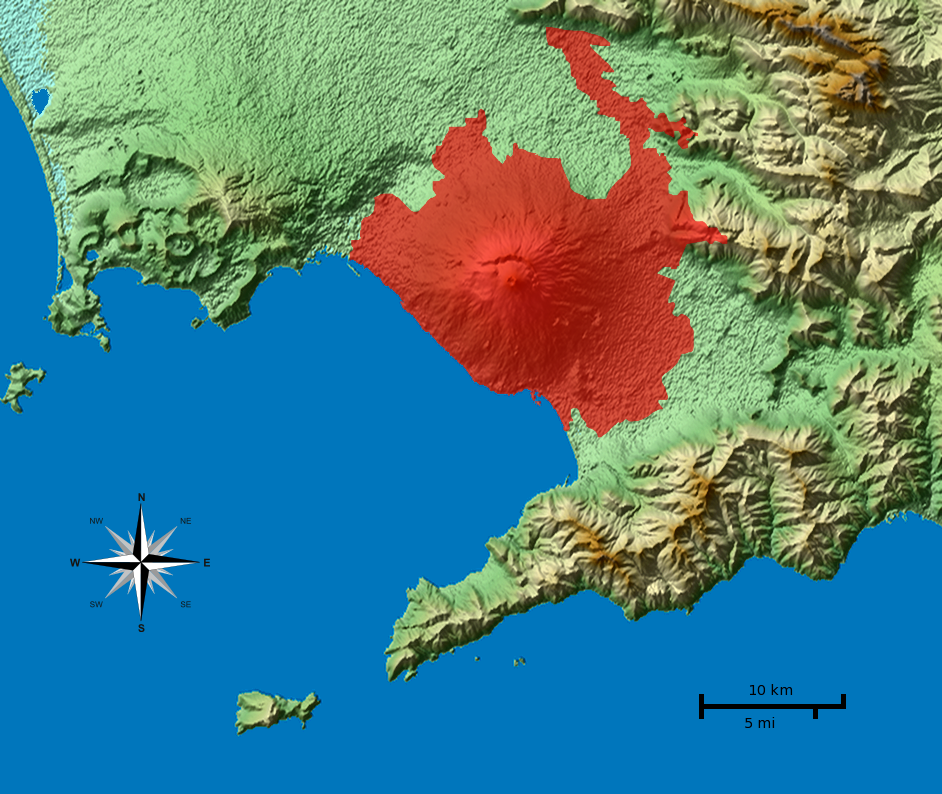
Vyznačení katastrální území všech obcí, do nichž zasahuje červená zóna. Samotná červená zóna je znázorněna (zde)

V okolí Vesuvu je vytyčeno několik různě rizikových oblastí:
- červená zóna – zahrnuje vlastní těleso vulkánu a jeho nejbližší úpatí, zhruba do 10 km od kráteru. Jedná se tedy o oblast s největším nebezpečím, jelikož v případě erupce by byla vystavena pyroklastickým proudům, sopečným pumám a lávovým proudům. Její rozloha dosahuje přes 300 km² a žije v ní více než 700 tisíc lidí. Její území kromě tří neapolských čtvrtí (Barra, Ponticelli a San Giovanni a Teduccio) zahrnuje i 24 měst a obcí (Boscoreale, Boscotrecase, Cercola, Ercolano, Massa di Somma, Ottaviano, Pollena Trocchia, Pompei, Portici, Sant'Anastasia, San Giorgio a Cremano, San Sebastiano al Vesuvio, San Giuseppe Vesuviano, Somma Vesuviana, Terzigno, Torre Annunziata, Torre del Greco, Trecase, Nola, Palma Campania, Poggiomarino, San Gennaro Vesuviano, Scafati a Pomigliano d'Arco). Dále se dělí na dva celky. Menší část na východě s označením „2“ a na zbylou část s označením „1“. V případě hrozící erupce musí být evakuace červené zóny dokončena ještě před jejím začátkem.[67]
- žlutá zóna – bezprostředně navazuje na červenou zónu. Na základě převládajících větrů zaujímá většinou východní část úpatí, což je 63 měst a obcí.[68] Hranice zóny vymezuje území, kde je alespoň 5% šance na překročení akumulace 300 kilogramů sopečného popela nebo strusky na metr čtvereční. Vrstva mocná více než 10 cm by mohla napadnou 20–50 km od sopky. Hrozí zde především kolapsy střech (pro dřevěné konstrukce je limit 100–400 kg/m² a pro vyztužené betonové 400–1400 kg/m²). Dále problémy s dopravou, ucpání kanalizací a zanesení filtrů vozidel. Poletující částice by lidem způsobovaly značné problémy jejich dýchacím cestám.[69][70]
- modrá zóna – je vlastně severozápadní část žluté zóny. Jedná se o roviny v povodí řeky Nola, které jsou obzvlášť zranitelné vůči možným laharům z hory Somma a kumulaci povodňových vod.[71][72]

### Evakuační plán

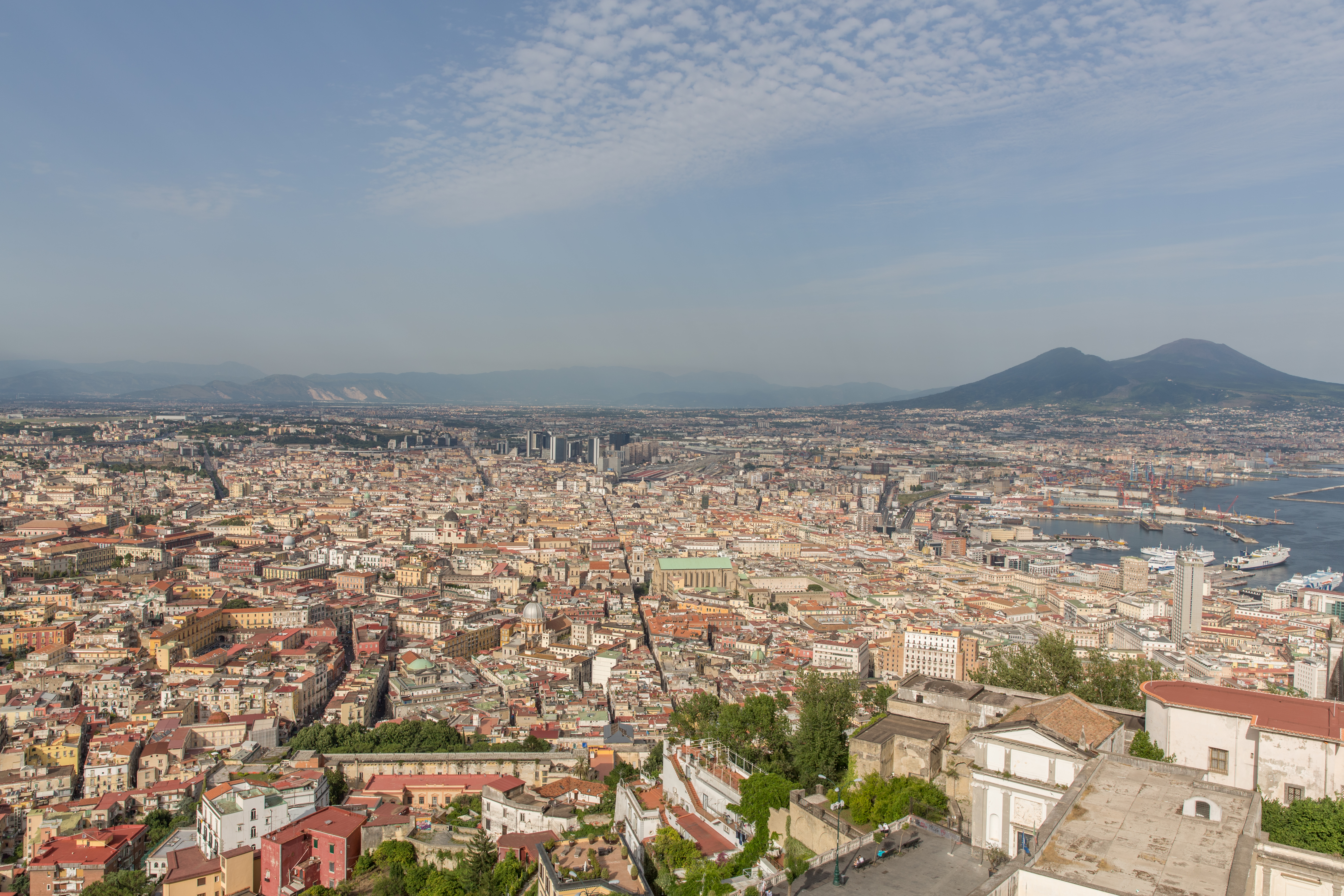
V hustě zalidněném okolí Vesuvu žije 3 miliony lidí. V samotné červené zóně dokonce 700 tisíc.

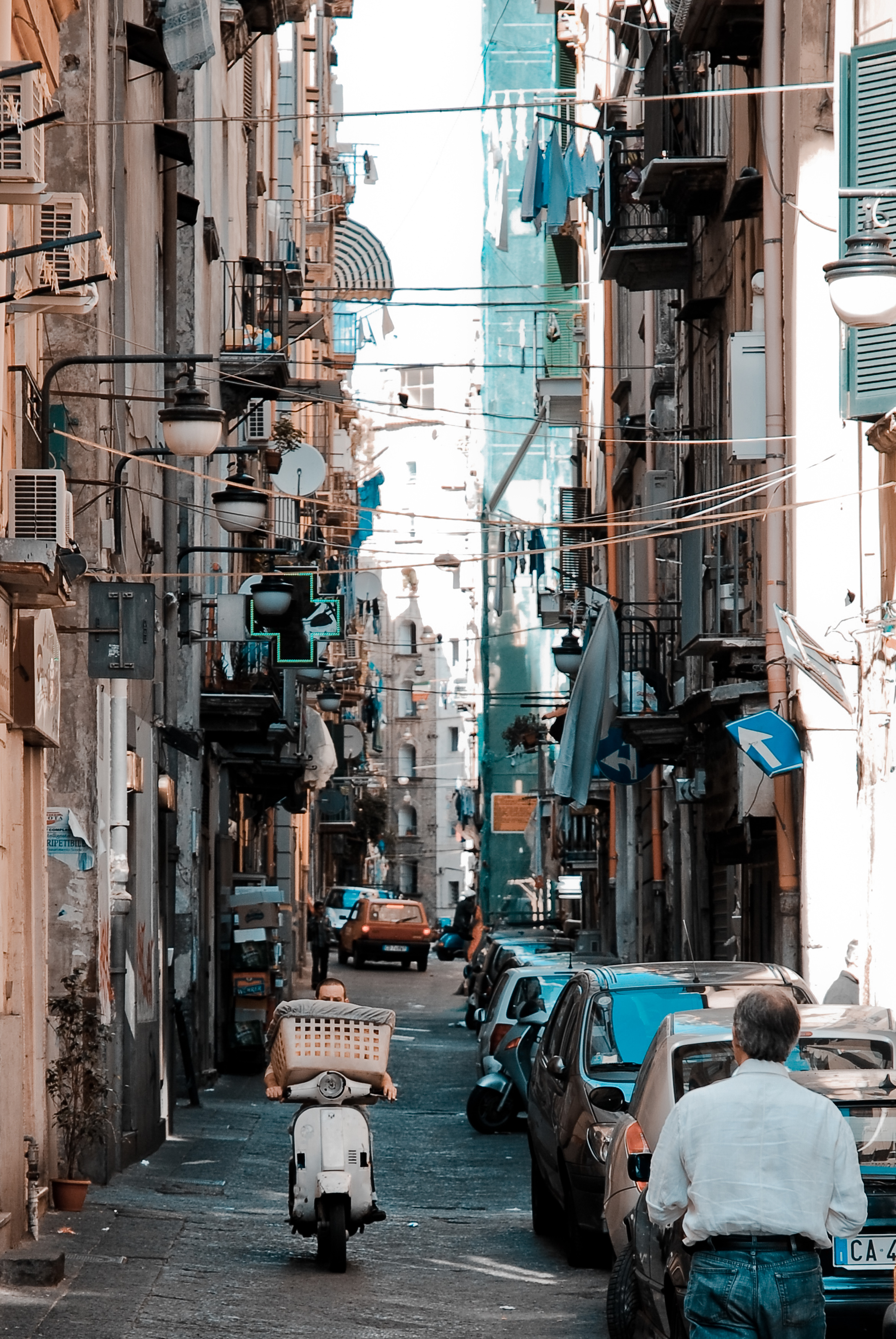
Úzká ulice v centru Neapole.

V průběhu téměř nepřetržité vulkanické činnosti v prvních desetiletích 20. století, se nezaznamenal v bezprostředním okolí Vesuvu žádný výrazný nárůst populace. To se změnilo se skončením poslední sopečná erupce v březnu 1944. Dlouhé období klidu, trvající více než 80 let, poskytlo příznivé podmínky pro silnou urbanizaci. Oblast kolem vulkánu je dnes velmi hustě osídlená. V Neapoli je evidováno 911 697 obyvatel, kdežto v metropolitní oblasti 2 967 736 obyvatel. To je také důvod proč ho Mezinárodní asociace vulkanologie a chemismu zemského nitra (IAVCEI) zapsala do seznamu Decade Volcanoes. Úřady proto vyvíjí úsilí ke snížení počtu obyvatel, demolici nelegálně postavených domů a rozšiřování vesuvského národního parku, zamezující další výstavbu. Jen za posledních 20 let zde bylo na černo postaveno zhruba 50 tisíc staveb. Cílem těchto opatření je zkrácení doby evakuace na 2–3 dny během příštích 20–30 let. Vláda dokonce nabízí finanční odměnu (30 000 € na rodinu) těm, kteří se dobrovolně odstěhují.
Na základě sopečné činnosti před 60 až 200 lety je u nadcházející erupce 72% šance, že její síla bude odpovídat stupni VEI 3. Pro VEI 4 je to již 27% a pro VEI 5 jen 1%. Přesto vypracovaný nouzový plán pro evakuaci počítá s horší možností, tedy s VEI 5 erupcí podobné té z roku 1631, jež bude jen o něco slabší než ta, co zničila Pompeje. Okruh o poloměru 7 km by tak ohrožovaly pyroklastické proudy a přívaly, zatímco značná část okolí by byla vystavena spadu tefry. Kvůli převládajícím větrům by pravděpodobněji postihl místa na jihu nebo východu. Úhrn 100 kilogramů tefry na 1 m² (při takovém množství začínají kolabovat střešní konstrukce) by mohl sahat až do vzdálenosti 30 km od kráteru. Na opačné straně proti větru by sopečný spad představoval nebezpečí jen na samotných svazích hory. Nicméně jaká místa budou přesně ovlivněna, závisí kromě směru větru také na charakteru erupce.
Plán počítá s evakuací červené zóny do 14–20 dní od oznámení blíží se erupce. Ta by se uskutečnila během 7 dní pomocí vlaků, trajektů, autobusů a automobilů. Přesun po moři je nutné ještě vyhodnotit z hlediska bezpečnosti (bouřkové vlny, tsunami vyvolané sopečnou erupcí aj.). Lidé by byli odesláni na bezpečná místa v Kampánii, kde by však mohli setrvat i několik měsíců. Kromě velkého množství osob je problémem celé operace také její vhodné načasování. Začne-li evakuace příliš pozdě, nemusela by se dokončit včas. Zahájí-li se brzo, mohla by se naopak jevit jako planý nebo zveličený poplach. Například roku 1984 bylo z oblasti vulkánu Campi Flegrei, poblíž Neapole, evakuováno 40 tisíc lidí, ale k erupci nedošlo.
Vesuv je jeden z nejintenzivněji hlídaných vulkánů na světě a pečlivě jej sleduje Osservatorio Vesuvio. Disponuje rozsáhlými sítěmi seismických a gravimetrických stanic. Pohyb zemského povrchu se monitoruje pomocí geodetického pole založeném na GPS, společně s radarem ze syntetické clony založeném na satelitním měření. Dále se provádí lokální průzkumy a chemické analýzy plynů z fumarol. Případné stoupání magmatu směrem k povrchu je spojeno se zemětřesnými roji, deformacemi tělesa sopky, zvýšení teploty plynů z průduchů nebo změnami hladiny podzemní vody.

## Význam

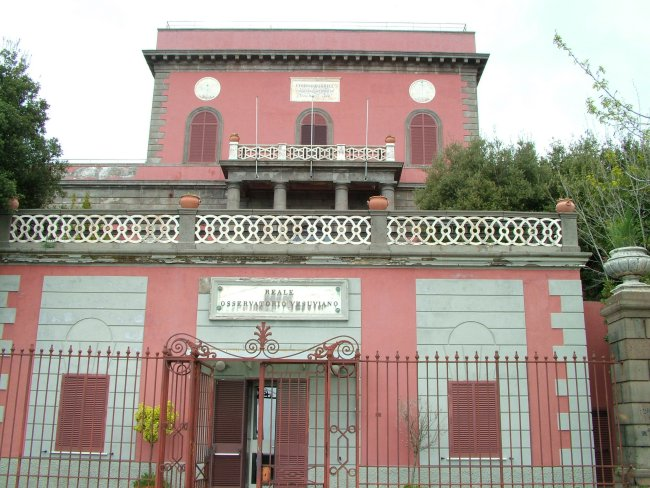
Budova bývalé vulkanologické observatoře.

### Vesuvská vulkanická observatoř
Bývala vulkanická observatoř je vůbec nejstarší vulkanickou observatoří světa. Leží v nadmořské výšce 600 m a byla zřízena na rozkaz krále Ferdinanda II. Neapolsko-Sicilského. Ten věnoval zvláštní pozornost studiu sopky. Stavba započala roku 1841 a dokončila se o čtyři roky později. Oproti běžným stavbám té doby má kvůli zemětřesením zesílené stěny a zvýšená nosnost střechy zajišťuje lepší ochranu vůči spadu sopečné strusky a popela. Dnes Vesuv monitoruje Osservatorio Vesuvio, ležící ve čtvrti Fuorigrotta v jihozápadní části Neapole. Jedná se o pobočku Italského národního institutu pro geofyziku a vulkanologii. Kromě Vesuvu bedlivě sleduje také Campi Flegrei a Ischia – další vulkány v blízkosti města. Bývalé sídlo z roku 1841 nyní slouží jako muzeum a historická knihovna.

### Geotermální energie
V roce 1987 provedla italská společnost Agip vrt na jednom ze svahů, aby se pokusila přeměnit vnitřní teplo sopky na elektrickou energii. Navzdory hloubce vrtu, který procházel přes základy hory, nebyl zachycen žádný tepelný zdroj. O 14 let později (2001) bylo magma detekováno asi 10 kilometrů pod povrchem.

### Ochrana životního prostředí

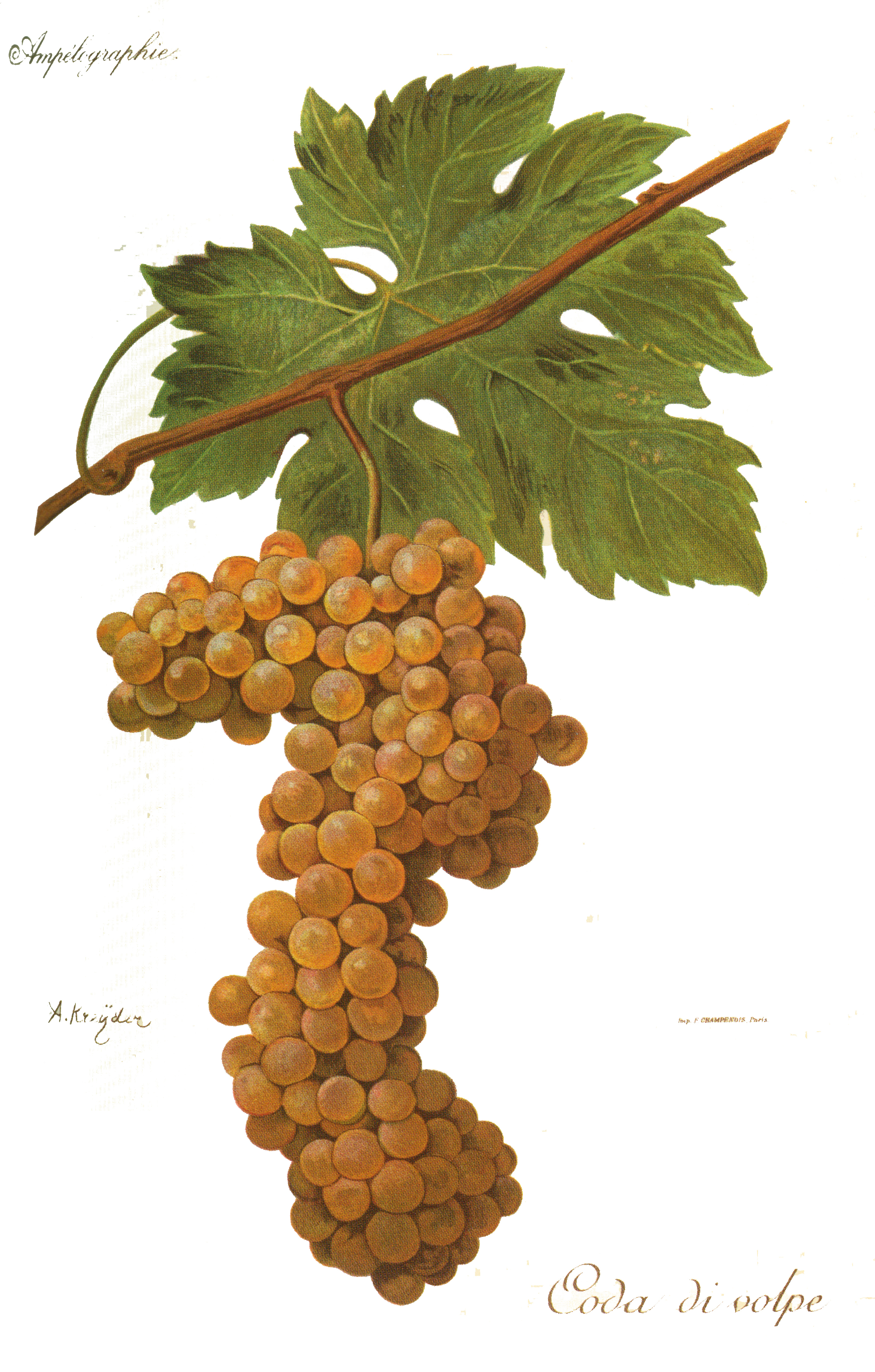
Odruda Coda di volpe (v překladu „ocas lišky“) se na Vesuvu pěstuje již od starověkého Říma.

5. června 1995 bylo území, zahrnující jak sopečný kužel, tak i jeho bližšího úpatí, vyhlášeno národním parkem. Cílem je ochrana tamějších rostlin, živočichů, biotopů, geologických a paleontologických útvarů. Dále podpora environmentálního vzdělávání a vědeckého výzkumu. Rozloha parku činí 72,59 km², přičemž na svých okrajích částečně zasahuje do okolních měst a obcí. Těmi jsou: Boscoreale, Boscotrecase, Ercolano, Massa di Somma, Ottaviano, Pollena Trocchia, Sant'Anastasia, San Giuseppe Vesuviano, San Sebastiano al Vesuvio, Somma Vesuviana, Terzigno, Torre del Greco a Trecase.
Oblast parku je hustě osídlena a některé domy leží v nadmořské výšce 700 metrů. Orgány parku čelí nedodržování zákonů, zakazujících nelegální stavbu budov v chráněné oblasti, což je v Evropě poměrně vzácný problém.
Jelikož se Kampánie potýká s velkou produkcí komunálního odpadu, rozhodlo se roku 2008, že na hranicích parku budou zřízeny dvě skládky. Jedna byla již vybudovaná, stavba druhé se pozastavila po četných protestech občanů dotčených obcí.

### Zemědělství
Zemědělství v okolí Vesuvu je velmi rozvinuté díky středozemnímu podnebí a úrodnosti tamější půdy s vysokým obsahem minerálů, která navíc vyniká v dobrém odvodnění. Mezi velké množství pěstovaných plodů patří meruňka (zejména odrudy Pellecchiella, Boccuccia liscia, Boccuccia spinosa, Cafona a Carpone) a třešně (Ciliegia Malizia nebo Ciliegia del Monte), jejichž sady lze nalézt hlavně na úpatí hory Monte Somma. Dalšími typickými produkty jsou Da serbo, což je odrůda rajčat s mírně sladkou chutí, čemuž dopomáhá vyšší obsah cukru a minerálních solí. Mohou být sušené (piennolo) nebo podávané v omáčce.
Od starověkého Říma je lokalita proslulá vínem, ať už růžovým nebo bílým: pěstují se hrozny Falanghina Vesuvius, Coda di Volpe (místně nazývané Caprettone) nebo Catalanesca a Piedirosso Vesuvius, jež se používá k výrobě vína Lachryma Christi („Slzy Kristovy“). Dále se pěstuje fenykl, fazole, brokolice, vlašské ořechy a lískové ořechy. Důležitá je také produkce medu.

## Turismus

### Přístup

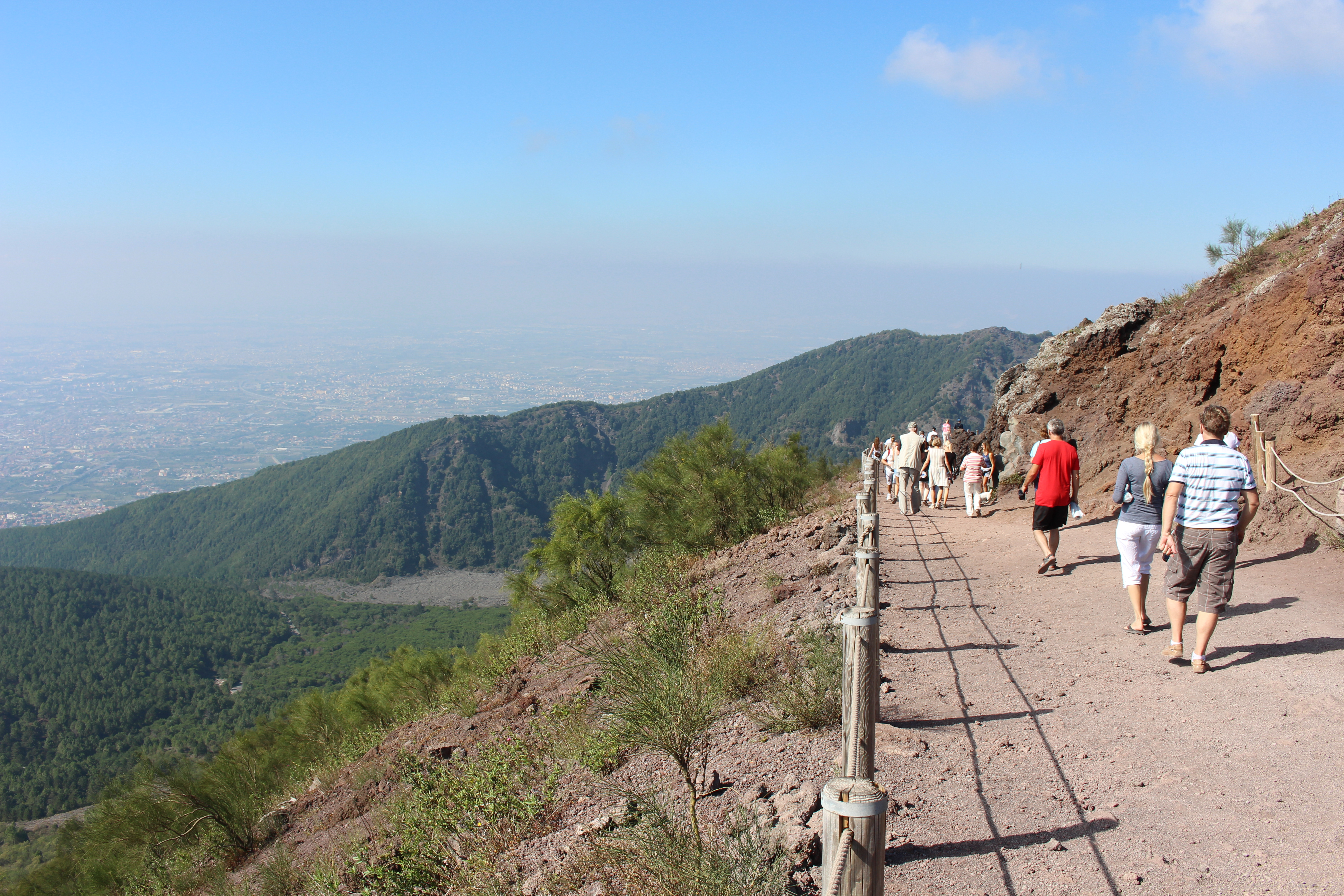
Sopka je lákavým cílem turistů.

Vrchol Vesuvu je přístupný veřejnosti sítí pěších stezek, které k němu točitě šplhají po vrstevnicích. K hoře vede několik silnic a ta nejvyšší končí v nadmořské výšce 1 117 m. Posledních sto výškových metrů musí návštěvníci zdolat pěšky.
Autem je nejvhodnější jet z Neapole po dálnici A3 (Neapol–Salerno) a následně z ní po 7 kilometrech sjet v Ercolanu nebo Torre del Grecu. Pokud by návštěvník chtěl využít vlaková spojení, tak k tomuto účelu slouží úzkorozchodná dráha Circumvesuviana, která tvoří menší síť, obepínající Vesuv po celém jeho obvodu. Při cestě z Neapole je ideální jet po trati Neapol–Sorrento nebo Neapol–Poggiomarino a dále pokračovat autobusovým spojem. Třetí způsob dopravy z centra města zajišťují taxi.

### Sopečná turistika

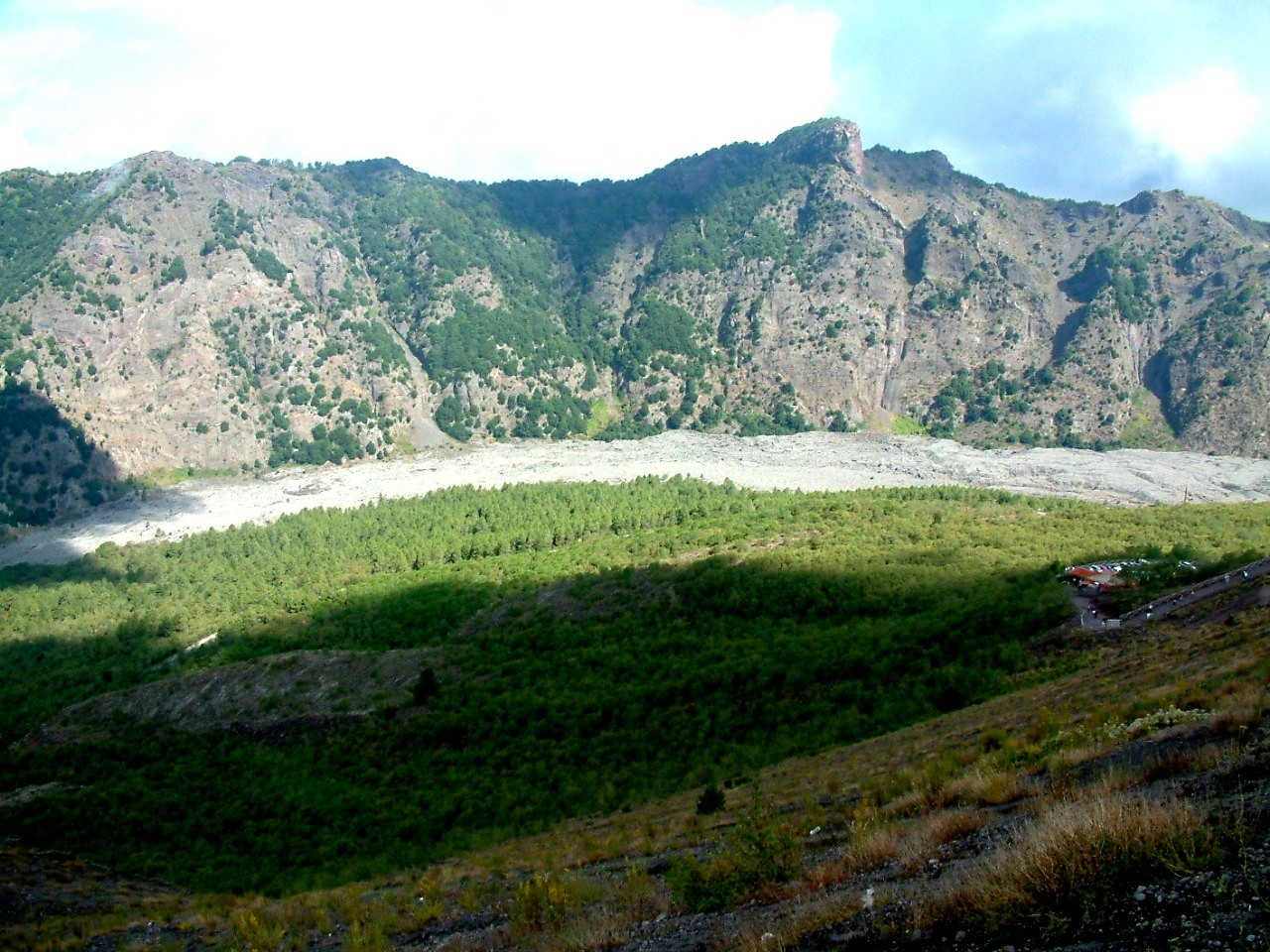
Údolí Valle del Gigante a hřeben Monte Somma.

- Fosso Vetrana – nachází podél západního svahu Vesuvu. Údolí zaplňují utuhlé lávové proudy z erupcí z let 1872, 1895 a 1899. Přístup na sopku z města Ercolano prochází právě Fosso Vetrana. Na rozdíl od spodních partií hory je zde mnohem méně vegetace.

- Colle Umberto – je 200 m vysoký kopec, nacházející se západně od Vesuvu. Vznikal mezi roky 1895–1899. Jedná se vlastně o lávový dóm, jehož objem dosahuje 100 tisíc m³.

- Monte Somma – vysoký hřeben vypínající se severně od kráteru a je vlastně torzo staré kaldery. Hřeben hory je tenký a členitý. Sesuvy zde nejsou ničím neobvyklým. Nejvyšším bodem je vrchol Punta Nasone s nadmořskou výškou 1 132 metrů. Vede k němu úzká stezka, jejíž zdolání není nejjednodušší.

- Atrio del Cavallo – údolí je západní částí Valle del Gigante a rozkládá se v nadmořské výšce 1 000 m mezi Monte Sommou a hlavním sopečným kuželem. Dno je zaplněno ztuhlými lávovými proudy a některé jsou pokryty bujnou vegetací. Většina turistů míří na vrchol právě přes toto údolí. Název v překladu znamená Nádvoří koní, což odkazuje na dřívější doby, kdy zde návštěvníci nechávali své koně, aby následně mohli ve výstupu pokračovat pěšky.

- Valle dell'Inferno – jedná se o východní část Valle del Gigante. Na rozdíl od Atrio del Cavallo je holejší a povrch lávových proudů je hrubší. Vzhled krajiny dal údolí název Údolí pekla.

### Lanovka

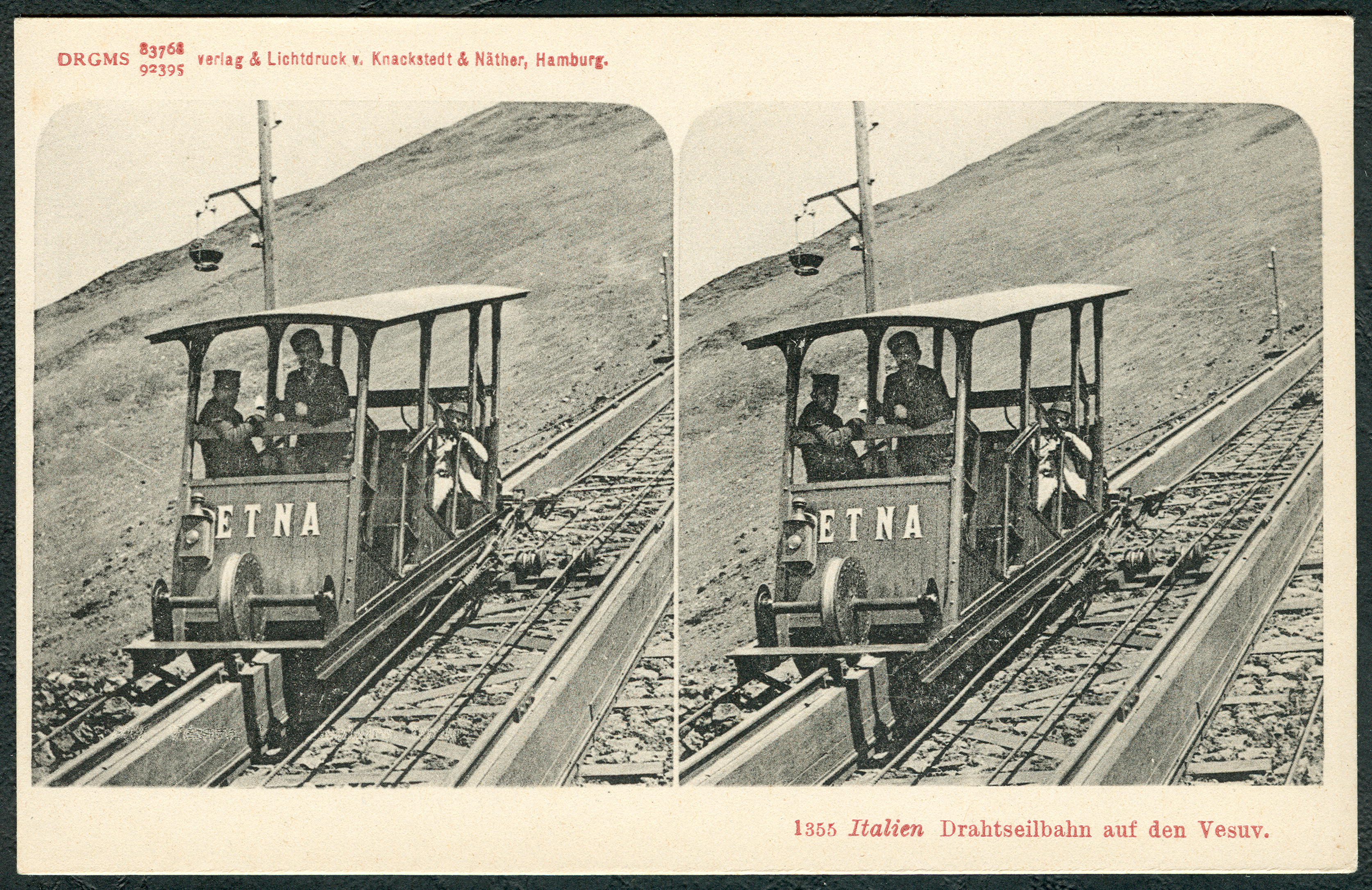
Lanovka Funicolare vesuviana, kolem roku 1900.

Roku 1880 se dostavěla pozemní lanovka Funicolare vesuviana, vedoucí téměř až na vrchol. O 8 let později ji převzala společnost Thomas Cook and Son Company a rozšířila své podnikání o hotel a železniční ozubnicovou trať z Pugliana ke spodní stanici lanovky. Dráhu však v roce 1906 těžce poškodila erupce a po další výbuchu roku 1944 bylo rozhodnuto o vybudování silnice do nadmořské výšky 1 000 metrů. Ozubnicová železnice byla uzavřena v roce 1955 a rozebraná o tři roky později. Zničenou pozemní lanovku nahradila sedačková lanovka. Její provoz byl ale přerušen v roce 1984, protože kapacita nebyla dostatečná a silný vítr často znemožňoval stálé fungování. Architekt Nicola Pagliara přišel s plánem její rekonstrukce a ten byl schválen čtyři roky po odstavení. Práce začaly v listopadu 1991, ale krátce nato byly zastaveny.

### Počátky turismu
Již ve starověku mnoho římských učenců a umělců objevovali svahy Vesuvu a jejich záznamy vyzařovaly obdiv hory. První vědecké záznamy pocházejí od Seneca, Strabóna a obou Pliniů (Plinius starší, Plinius mladší). Spisy z té doby dokládají, že Římané postavili cesty až na vrchol a výstupy na něj nebyly nic neobvyklého. Po zničení římských silnic pompejskou erupcí roku 79 a nástupu středověku se dochovalo jen několik záznamů o zdolání. Na začátku raného novověku (v pozdější renesanci) začal Vesuv přitahovat první turisty, včetně přírodovědců. Nejstarší cestovní zpráva pochází od španělského důstojníka a přírodovědce Gonzala Fernándeze de Ovieda, který Neapol navštívil v roce 1501. Zájem široké veřejnosti nastal až po velké erupci roku 1631. První exkurze se konaly jen několik měsíců po události. Kolem roku 1700 byla hora součástí programu Grand Tour, přičemž při návštěvě města v polovině 18. století byl výstup na vrchol jeho pevnou součástí. V březnu 1787 ho absolvoval také Johann Wolfgang Goethe. Přicestoval sem kvůli vykopávkám v Pompejích a Herculaneu. Dokonce se dostal až nebezpečně blízko lávovému proudu, vycházejícího z kráteru.
Obvykle se turista, jenž se chtěl dostat na Vesuv, musel dopravit z Neapole na úpatí hory koňským povozem, od roku 1839 stejnou úlohu zajistila železnice do Resina (dnešního Ercolana). Odtud pokračoval na oslu, koni nebo pěšky. Známou celoevropskou atrakcí bylo navštívení místní poustevny na západním svahu sopky, kde se dalo najíst či koupit suvenýry. Skutečný rozmach většího turismu nastal v 19. století, po odvodnění bažinatých oblastí kolem sopky a vytvoření první silniční sítě na venkově. Na svazích kuželu se vybudovaly nové cesty a silnice, což návštěvníkům výrazně usnadnilo výstup. S rostoucím počtem turistů zákonitě docházelo k nárůstu kriminality a loupežných přepadení. Lupiči se ukrývali přímo v lesích na svazích sopky. Větší frekventovanost byla při náhlých erupcí také důvodem řady tragických událostí.

## V kultuře

### Prozaická díla
- Corinne ou l'Italie (1807), Germaine de Staël.
- Poslední dny Pompejí (1834), Edward Bulwer-Lytton
- Arria Marcella (1852), Théophile Gautier
- The Volcano Lover (1992), Susan Sontagová

### Poetická díla
- Zpěvy soumraku (1835), Victor Hugo
- Žluté lásky (1873), Tristan Corbière

### Kinematografie
- Poslední dny Pompejí (1935)
- Poslední dny Pompejí (1950)
- Poslední dny Pompejí (1959)
- Poslední dny Pompejí (2003), dokumentární drama od BBC
- Pompeje (2014), americký katastrofický film

## Galerie

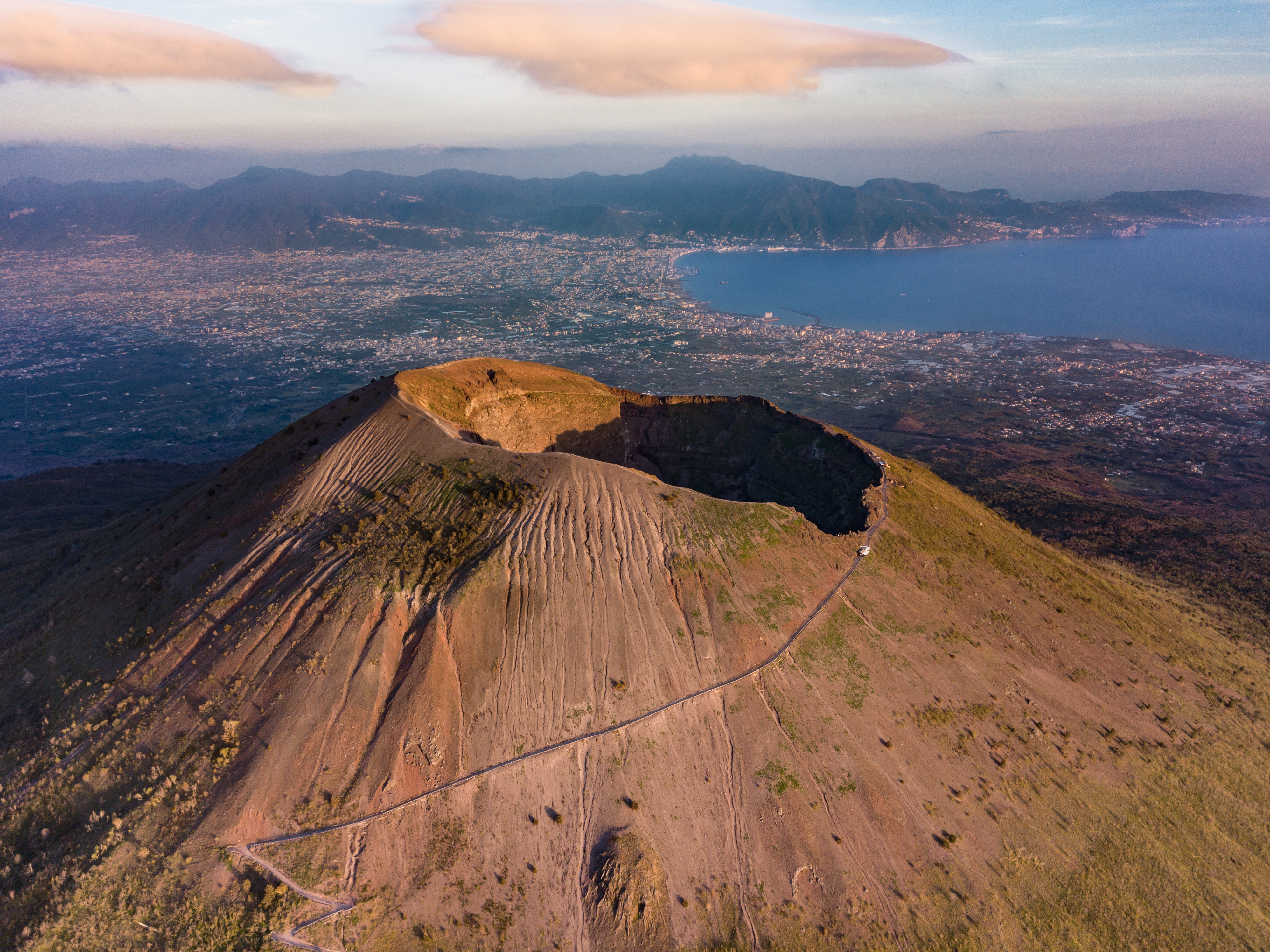
Pohled na Vesuv od západu, směrem k Pompejím.
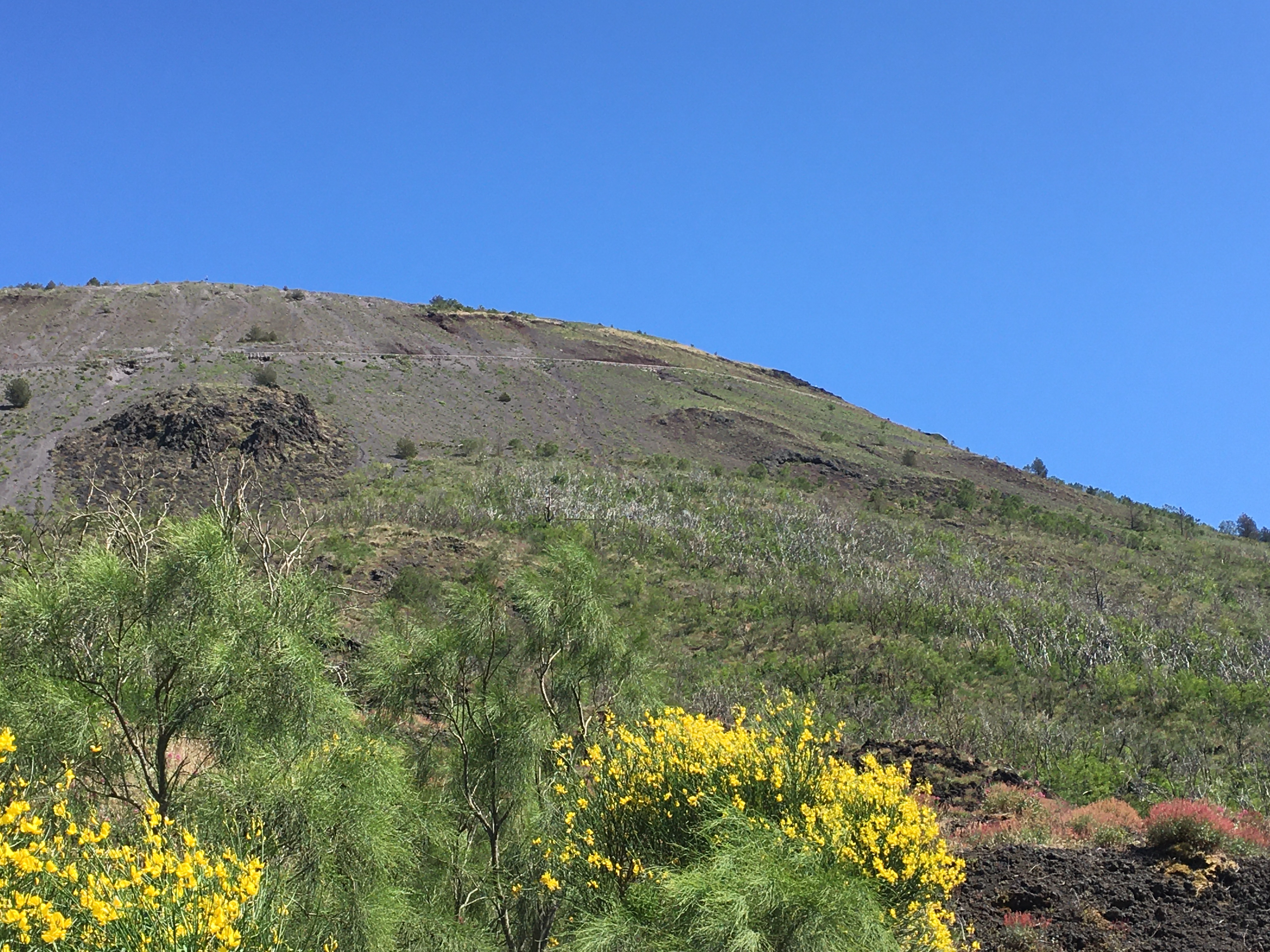
Severozápadní svah kuželu.
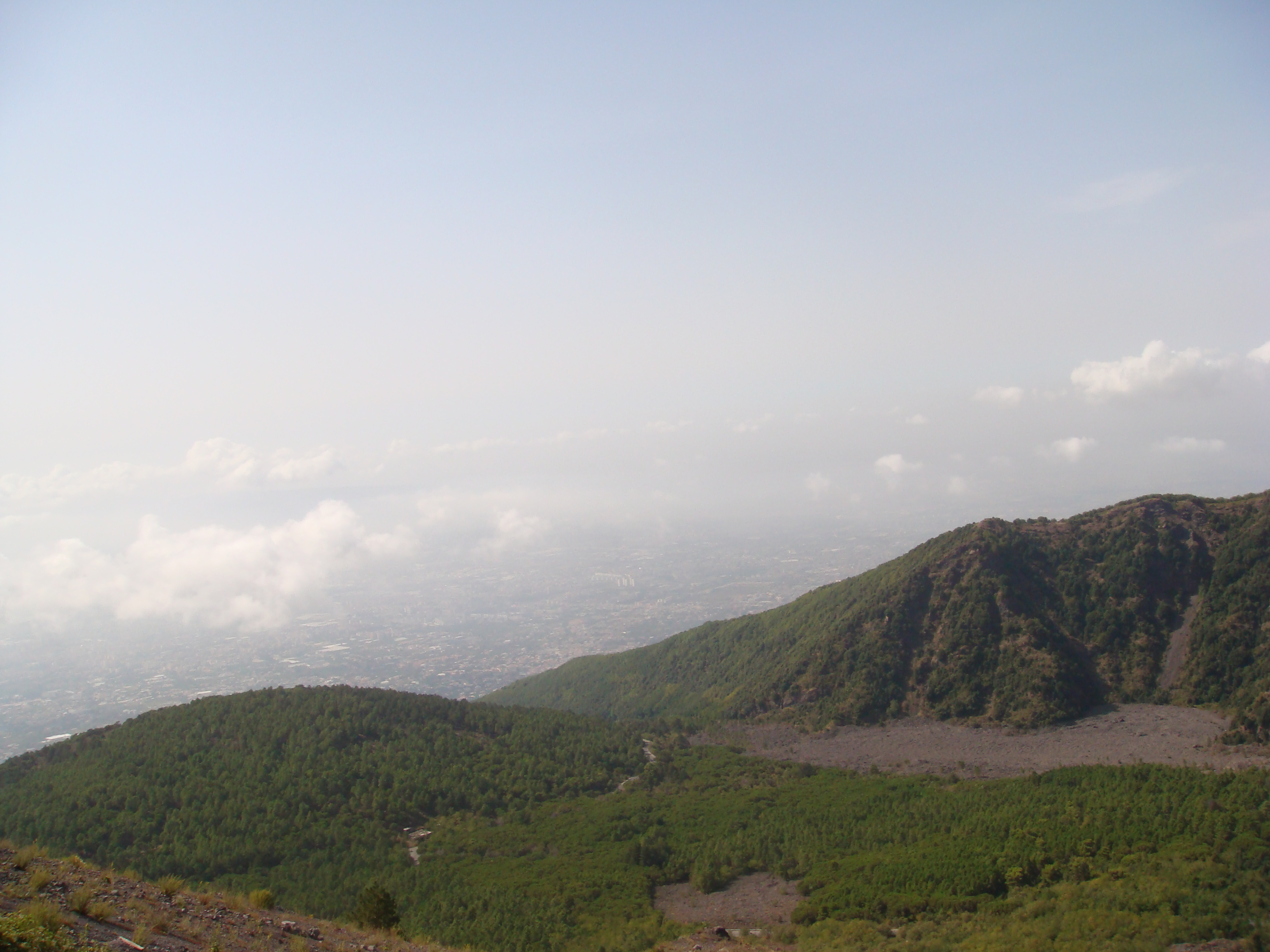
Lávový dóm Colle Umberto (vlevo) a údolí Atrio del Cavallo (vpravo).
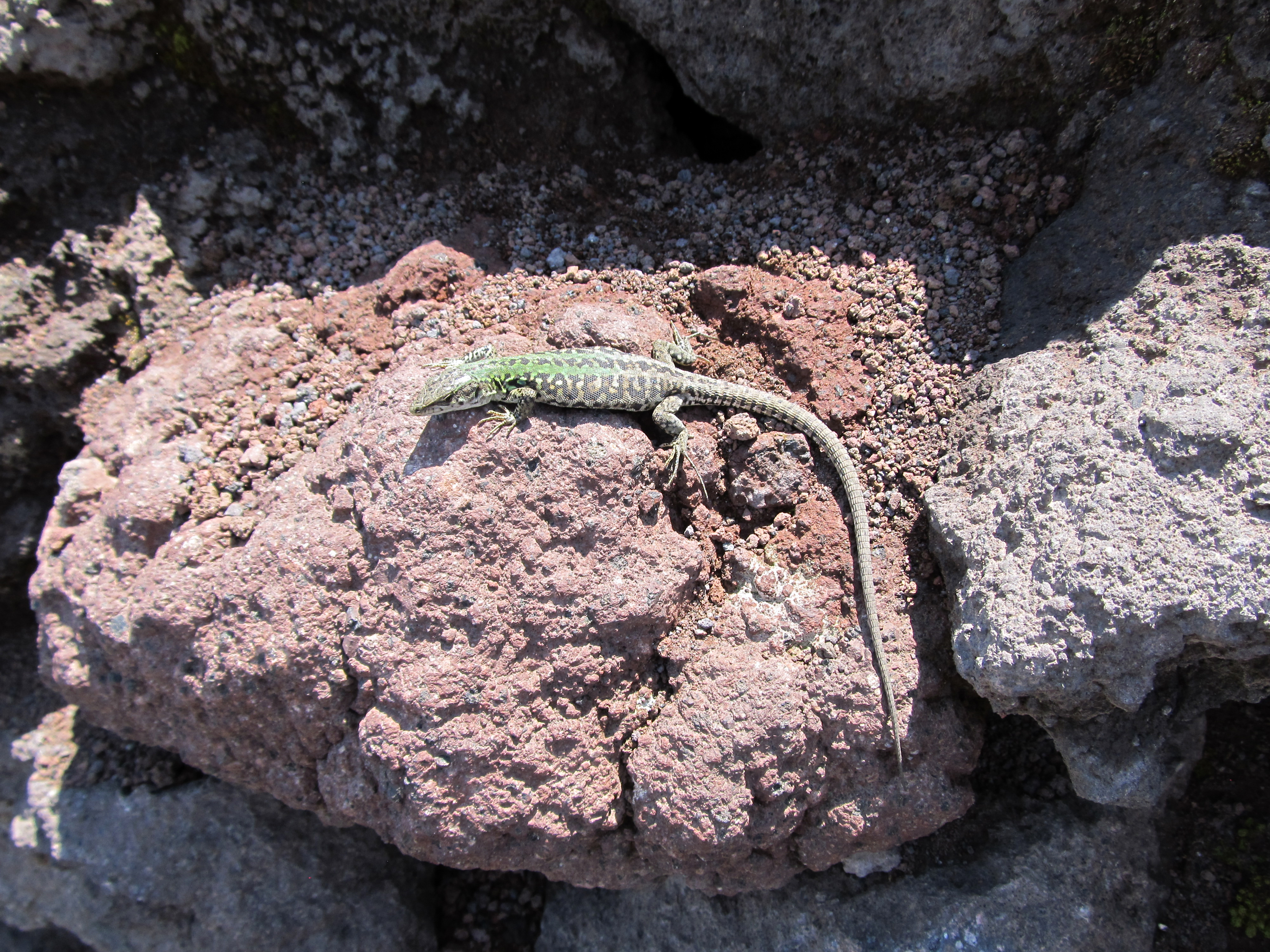
Ještěrka italská  na vesuvských vyvřelinách.
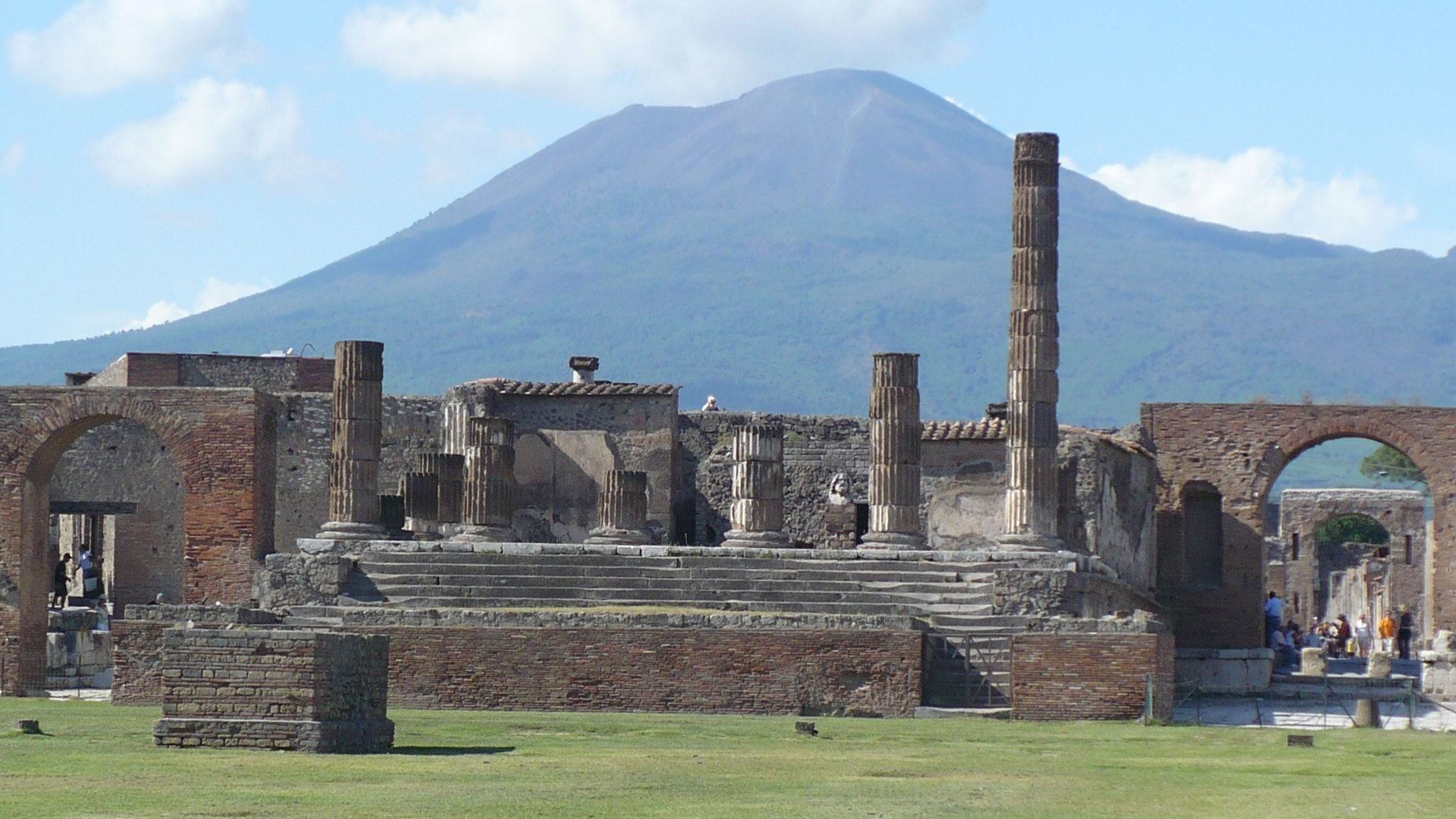
Vesuv z Pompejí.
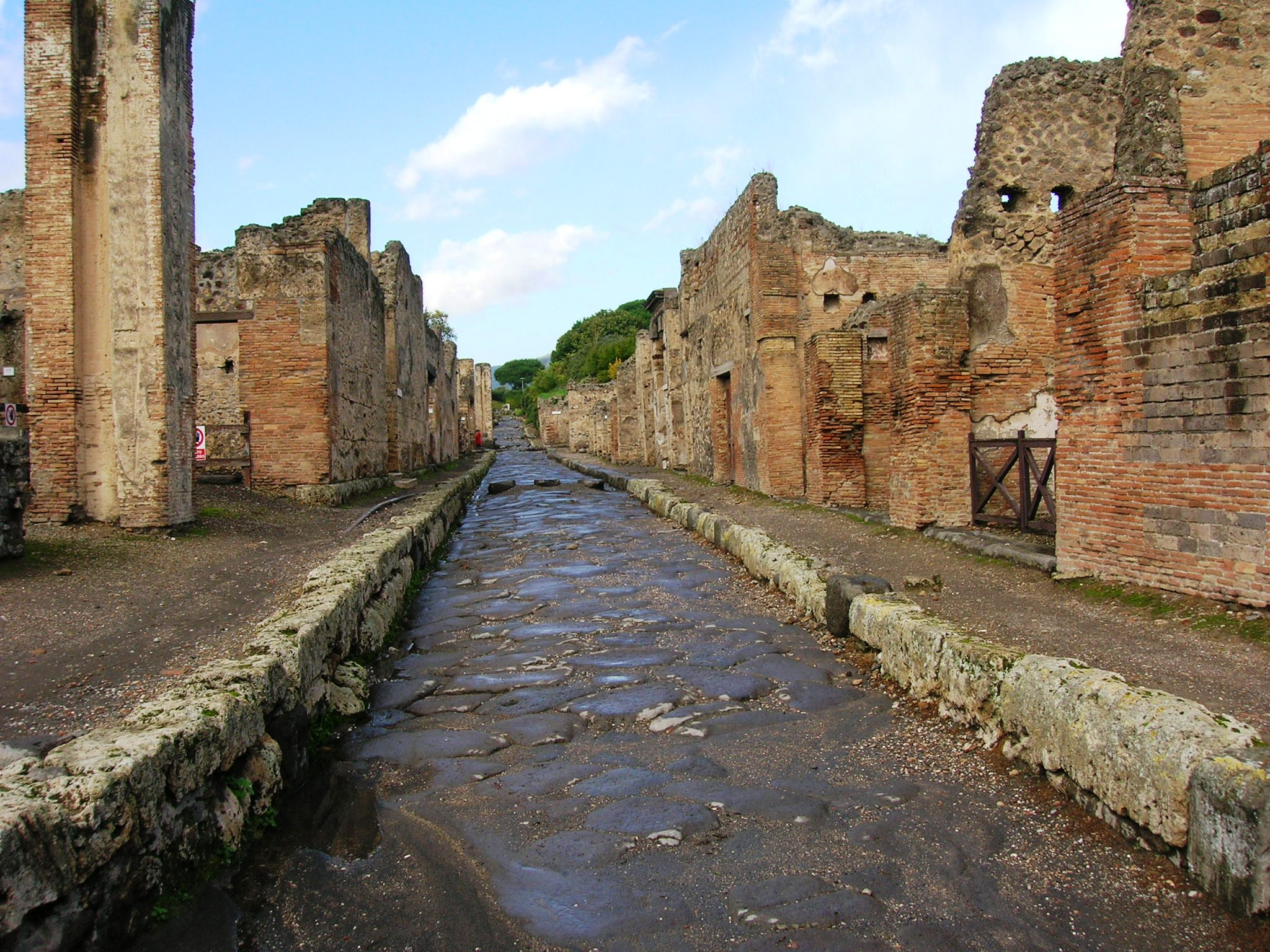
Ulice v Pompejích.
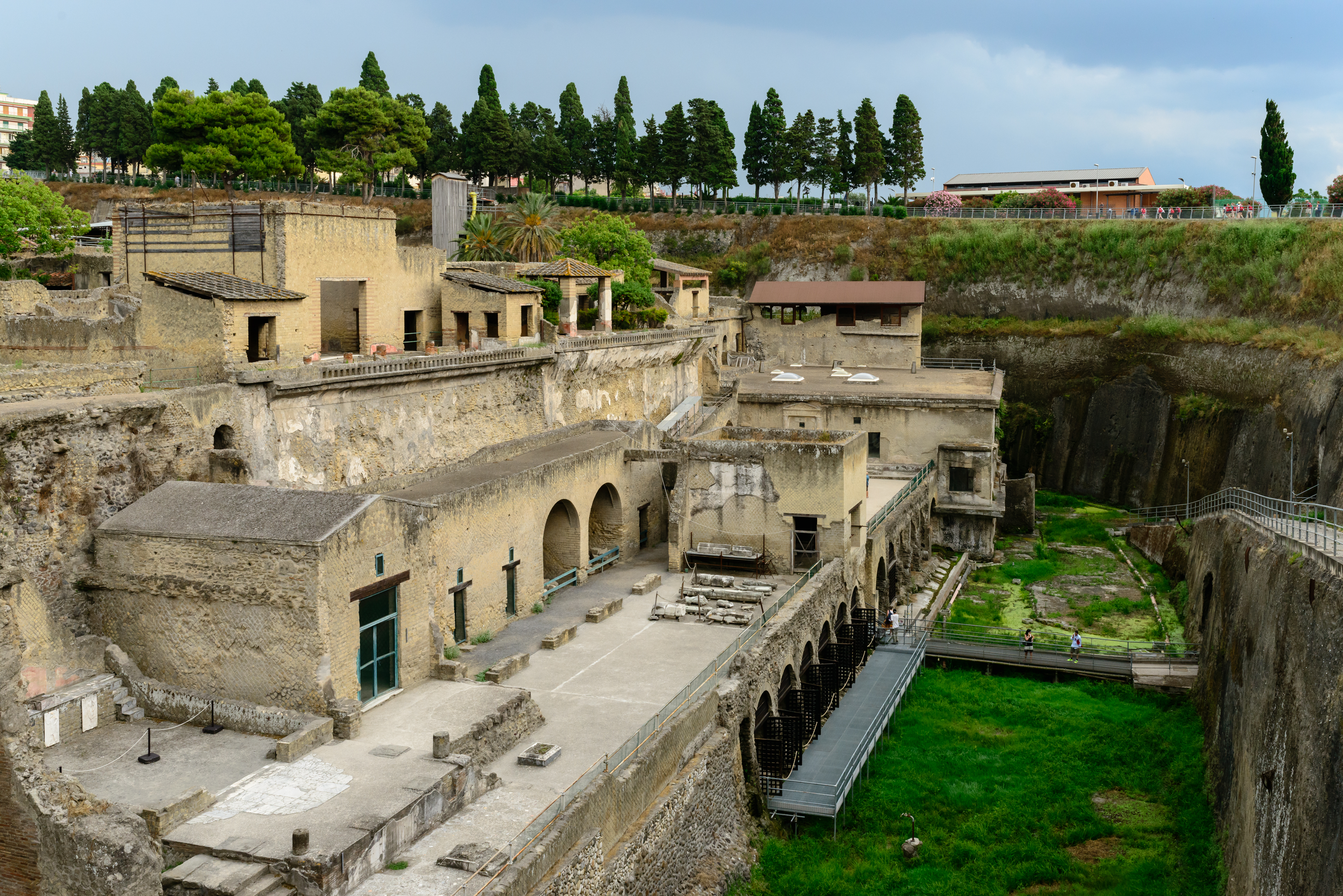
Vykopávky Herculanea. Římské město zasáhly všechny pyroklastické proudy/přívaly, které ho zasypaly 23 metrů tlustou vrstvou pyroklastických depozitů.
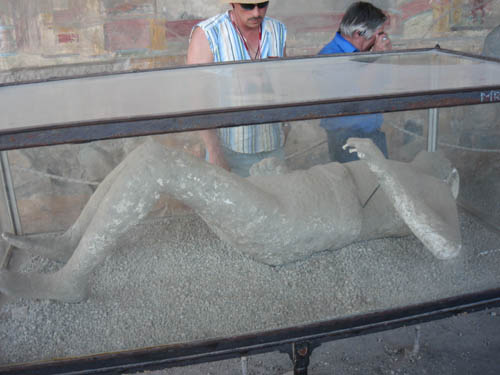
Děsivé pózy obětí v Pompejích, které usmrtily pyroklastické proudy/přívaly, byly způsobené křečovým stažením svalů během smrti, jakožto následek vystavení velmi vysokým teplotám.
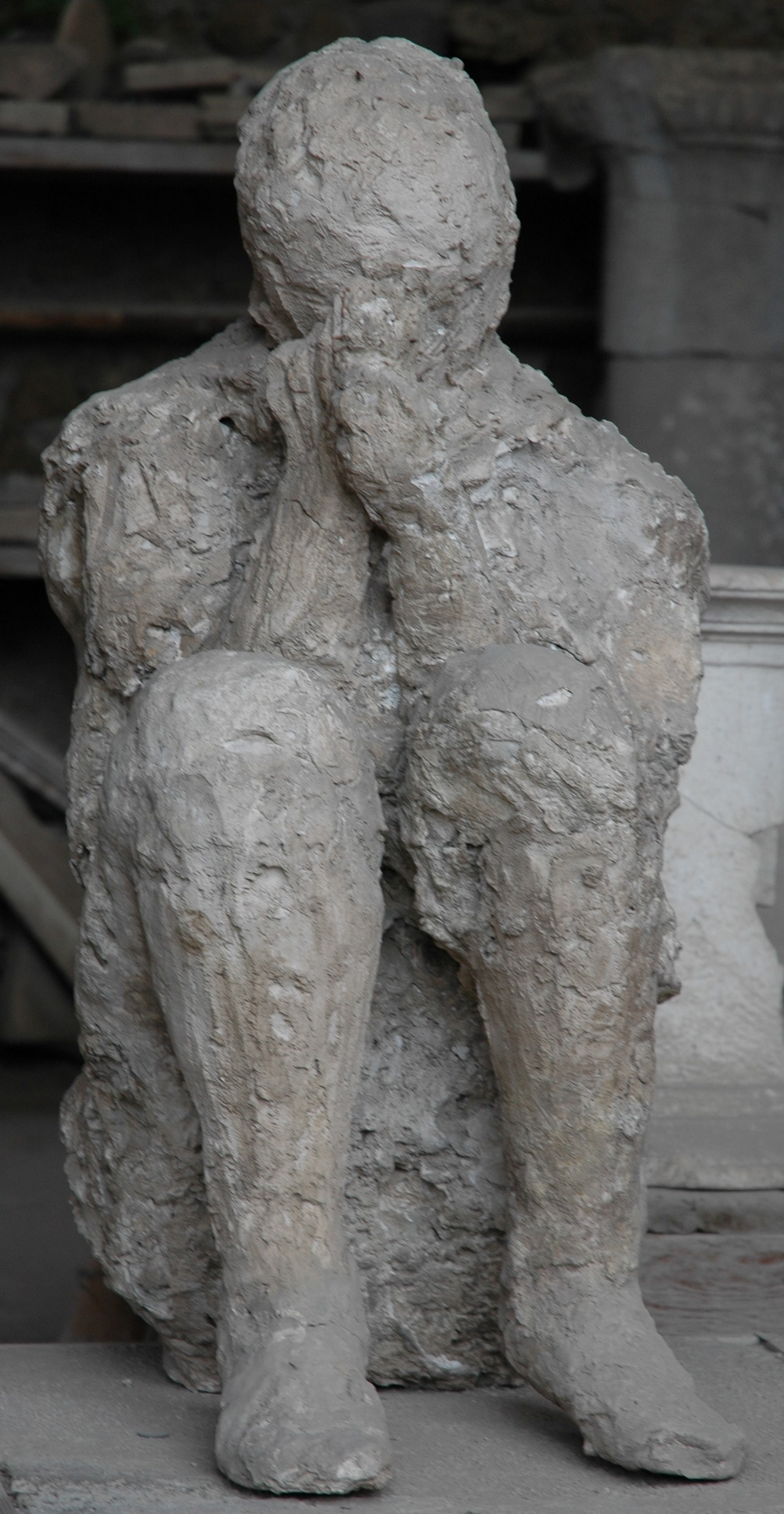
Jeden z mnoha sádrových odlitku obětí v Pompejích.
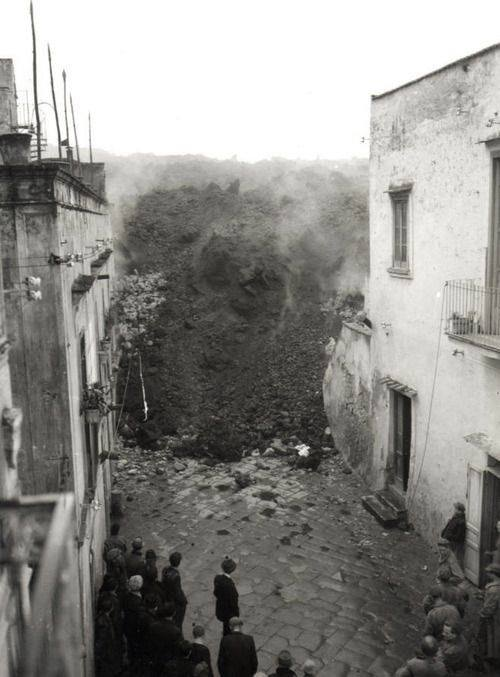
Lávový proud při erupci roku 1944. Pravděpodobně foceno v obci San Sebastiano al Vesuvio.